# Oktoberfest

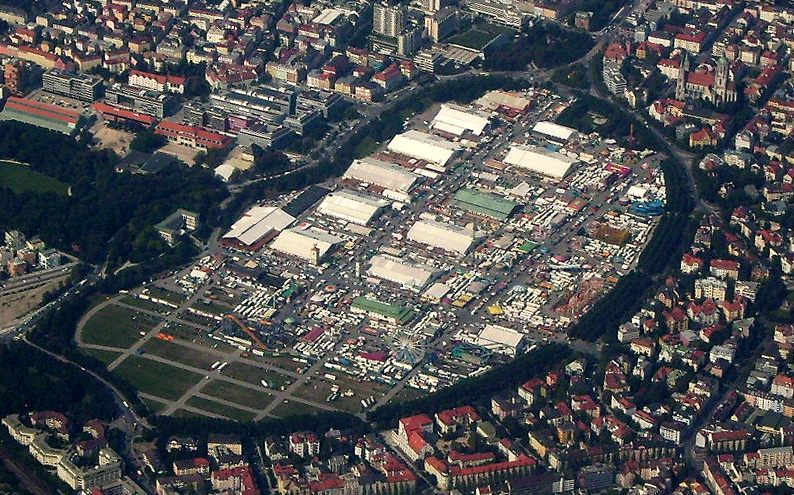
Luftaufnahme der Theresienwiese, 2006

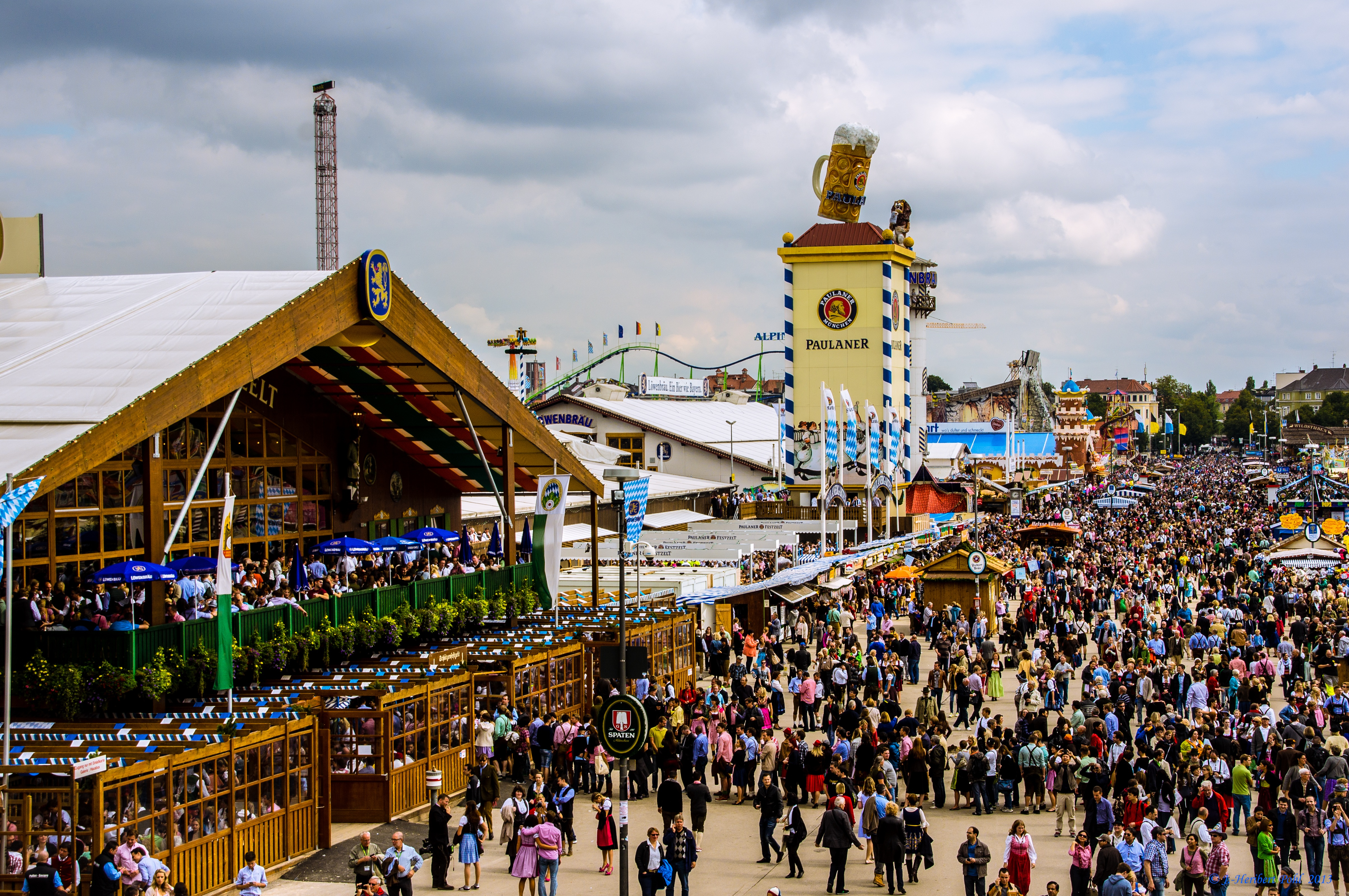
Blick auf die Matthias-Pschorr-Straße

Logo des Oktoberfests München

Das Oktoberfest in München, mundartlich d’Wiesn, ist das weltweit größte Volksfest. Es wird seit 1810 jährlich auf der Theresienwiese in der bayerischen Landeshauptstadt ausgerichtet (mit Ausnahmen aufgrund von Kriegen oder Pandemien) und ist ein bedeutender Wirtschaftsfaktor für die Stadt. Es findet von Mitte September bis Anfang Oktober statt.
Veranstalter ist die Stadtverwaltung München (Referat für Arbeit und Wirtschaft). Für das Oktoberfest brauen die Münchner Brauereien ein spezielles Bier, das einen Stammwürzegehalt von mindestens 13,5 Grad Plato aufweisen muss und circa 5,8 bis 6,4 Volumenprozent Alkohol enthält. Das Oktoberfest generierte 2018 einen Umsatz von 1,2 Milliarden Euro inklusive Übernachtungen. 2023 besuchten insgesamt 7,2 Millionen Menschen das Volksfest, was einem neuen Allzeitrekord entspricht.

## Geschichte

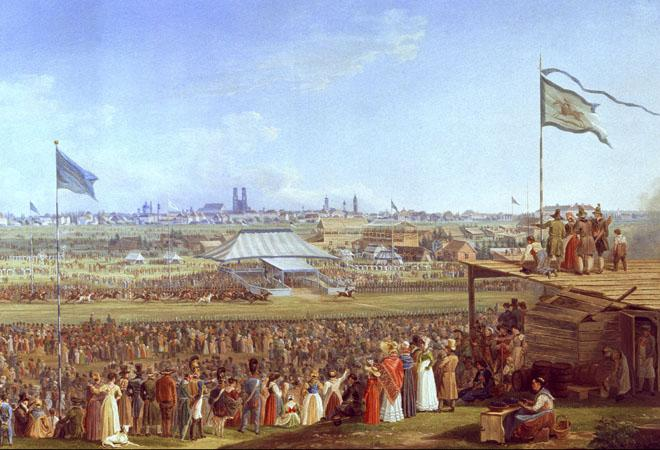
Pferderennen Oktoberfest 1823 (Gemälde von Heinrich Adam)

### Das erste Oktoberfest
Anlässlich der Hochzeit von Kronprinz Ludwig von Bayern und Prinzessin Therese am 12. Oktober 1810 fanden in München zahlreiche private und öffentliche Feiern statt, darunter ein Pferderennen am 17. Oktober. Auf dieses geht das Oktoberfest zurück. Vermutlich in Erinnerung an das 1786 letztmals ausgetragene Scharlachrennen, das im 15. Jahrhundert erstmals vor dem Karlstor stattfand und später Teil der Jakobidult wurde, schlug Andreas Michael Dall’Armi in seiner Funktion als Major der Nationalgarde ein Pferderennen mit Ausstellung und Schau zur öffentlichen Huldigung an das Brautpaar vor. Überliefert ist, dass die ursprüngliche Idee, die zu diesem Vorhaben führte, von dem Lohnkutscher und Unteroffizier der Nationalgarde Franz Baumgartner ausging. Diese Annahme zum Ursprung des Festes gilt jedoch als umstritten.
Der Festplatz, der damals außerhalb der Stadt lag, wurde aufgrund seiner natürlichen Eignung ausgesucht. Der Sendlinger Berg (heute Theresienhöhe) diente als Tribüne für die 40.000 Zuschauer des Rennens. Die Festwiese blieb bis auf das Königszelt unbebaut. Die Verköstigung der Besucher erfolgte oberhalb der Tribüne auf der Anhöhe, wo „Traiteurs“ u. a. Wein und Bier anboten. Bevor das Rennen begann, erfolgte eine Huldigung an die Hochzeiter und das Königshaus in Form eines Zuges aus 16 Kinderpaaren, mit Trachten, die die Besitzungen der Wittelsbacher, der neun bayerischen Kreise sowie weiterer Regionen darstellten. Anschließend sang ein Chor aus Feiertagsschülern, bevor schließlich das Festrennen mit 30 Pferden auf einer 11.200 Schuh (3270 Meter) langen Rennbahn folgte. Als Sieger ging das Pferd des vermuteten Initiators Franz Baumgartner über die Ziellinie, der seine Goldmedaille von Rennmeister und Staatsminister Maximilian Graf von Montgelas überreicht bekam.

### Entwicklung zum Volksfest

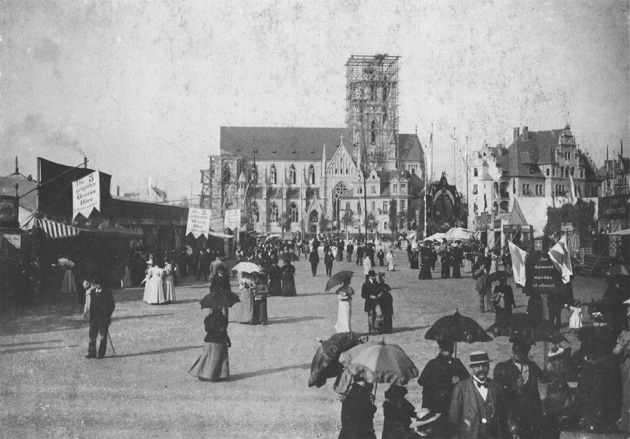
Oktoberfest (um 1900)

Bierlieferung für das Oktoberfest (1908)

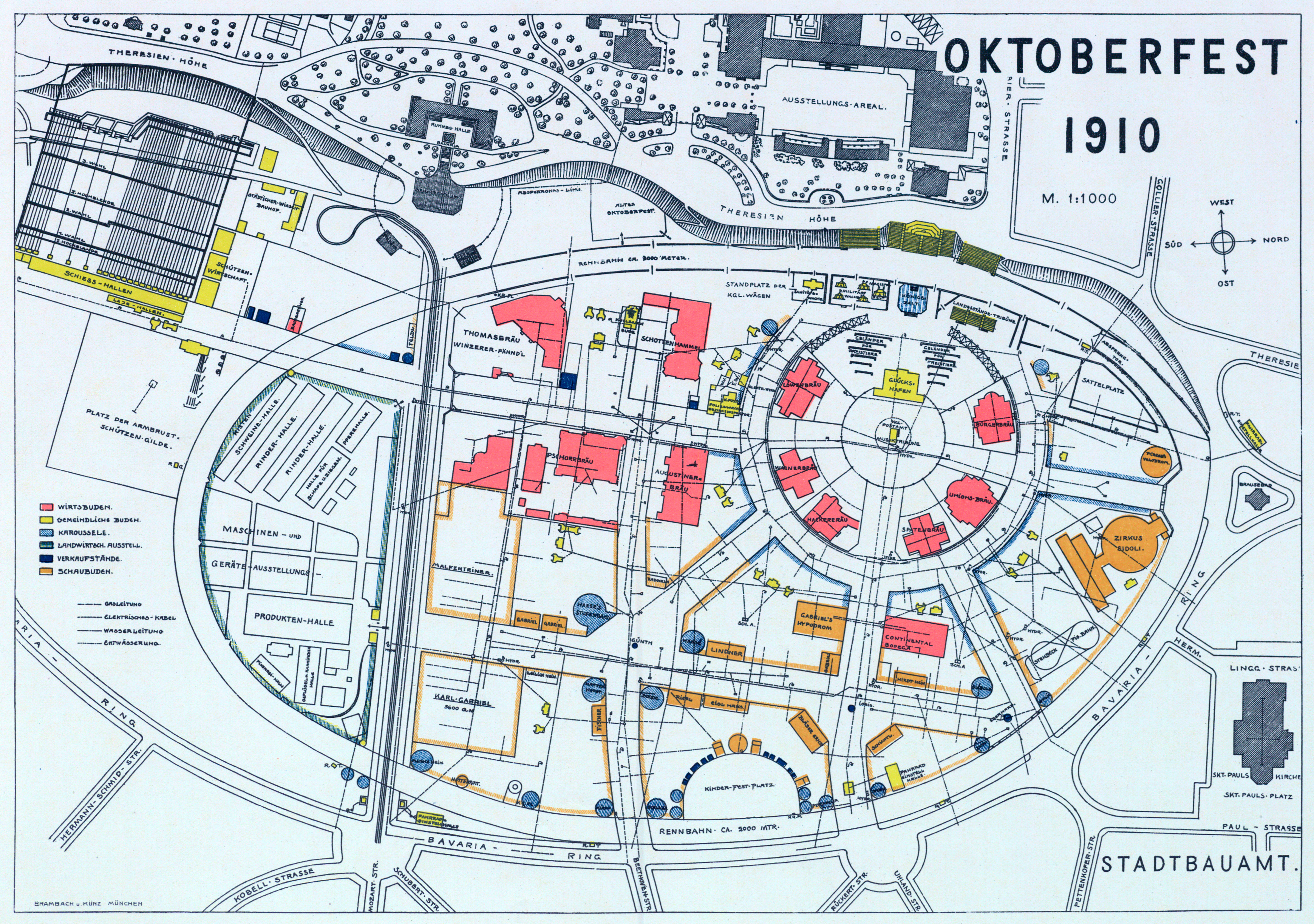
Plan des Oktoberfests 1910

Nachdem das Oktoberfest 1813 ausgefallen war, da Bayern in die napoleonischen Kriege verwickelt war, wuchs das Fest ab 1814 von Jahr zu Jahr. Zur Pferderennbahn kamen Kletterbäume, Kegelbahnen und Schaukeln hinzu. 1818 wurde das erste Karussell aufgestellt. Mehrere Losstände zogen vor allem die ärmeren Stadtbewohner an, da es Porzellan, Silber und Schmuck zu gewinnen gab. 1819 übernahmen die Münchner Stadtväter die Festleitung. Von nun an sollte das Oktoberfest planmäßig jedes Jahr gefeiert werden.
Seit 1850 ragt die knapp 20 Meter hohe Statue der Bavaria über die Festwiese. 1853 wurde die Ruhmeshalle zu Füßen der Bavaria fertiggestellt. In den folgenden Jahren fielen einige Feste aus. Grund dafür waren zwei Cholera-Epidemien in den Jahren 1854 und 1873, der Preußisch-Österreichische Krieg 1866 und der Deutsch-Französische Krieg 1870.
Gegen Ende des 19. Jahrhunderts entwickelte sich das Oktoberfest immer mehr zu dem in aller Welt bekannten Volksfest. Es wurde zeitlich verlängert und ab 1872 wegen der im Altweibersommer zumeist schönen und warmen letzten Septembertage vorverlegt. Traditionell beginnt es am Samstag nach dem 15. September. Seitdem fällt nur das letzte Wiesnwochenende in den Oktober.
Von 1880 an genehmigte die Stadtverwaltung den Bierverkauf. Das Bier wurde in kleinen Buden ausgeschenkt. Das erste große Festzelt wurde 1898 errichtet. Der Nürnberger Wirt Georg Lang hatte sich über Strohmänner fünf Budenplätze gesichert und errichtete hier seine „Bierburg“ mit Platz für 6000 Besucher. 120 Angestellte und eine 30 Mann starke Blasmusikkapelle in Oberländerkostümen, teilweise von Lang selbst dirigiert, sorgten für das Wohl der Gäste. Bald folgten auf dem Fest große Bierhallen. Gleichzeitig zog es immer mehr Schausteller und Karussellbesitzer an, die für zusätzliche Unterhaltung sorgten.
1881 eröffnete die erste Hendlbraterei, 1885 wurden die Außenbereiche des Festgeländes erstmals elektrisch beleuchtet. Die dabei verwendeten 16 Bogenlampen wurden von der Elektrotechnischen Fabrik J. Einstein & Cie installiert und galten damals als Sensation. 1892 folgte das erste elektrisch betriebene Fahrgeschäft und 1901 wurden die ersten Festzelte elektrisch beleuchtet.
1895 fand zum Oktoberfest ein von dem Münchner Schriftsteller Maximilian Schmidt organisierter Volkstrachten-Festzug statt, der den Höhepunkt eines dreitägigen „Historisch-Bayerischen Volkstrachten-Festes“ darstellte. Für diesen wurden Trachten und Einzelstücke historischer Kleidung aus allen bayerischen Kreisen zusammengeholt und nach Vorbildern neu geschneidert. Der Zug ist das Vorbild für den heutigen Trachtenzug am ersten Wiesnsonntag und er war außergewöhnlich einflussreich für die aufkommende Volkskunde-Bewegung.

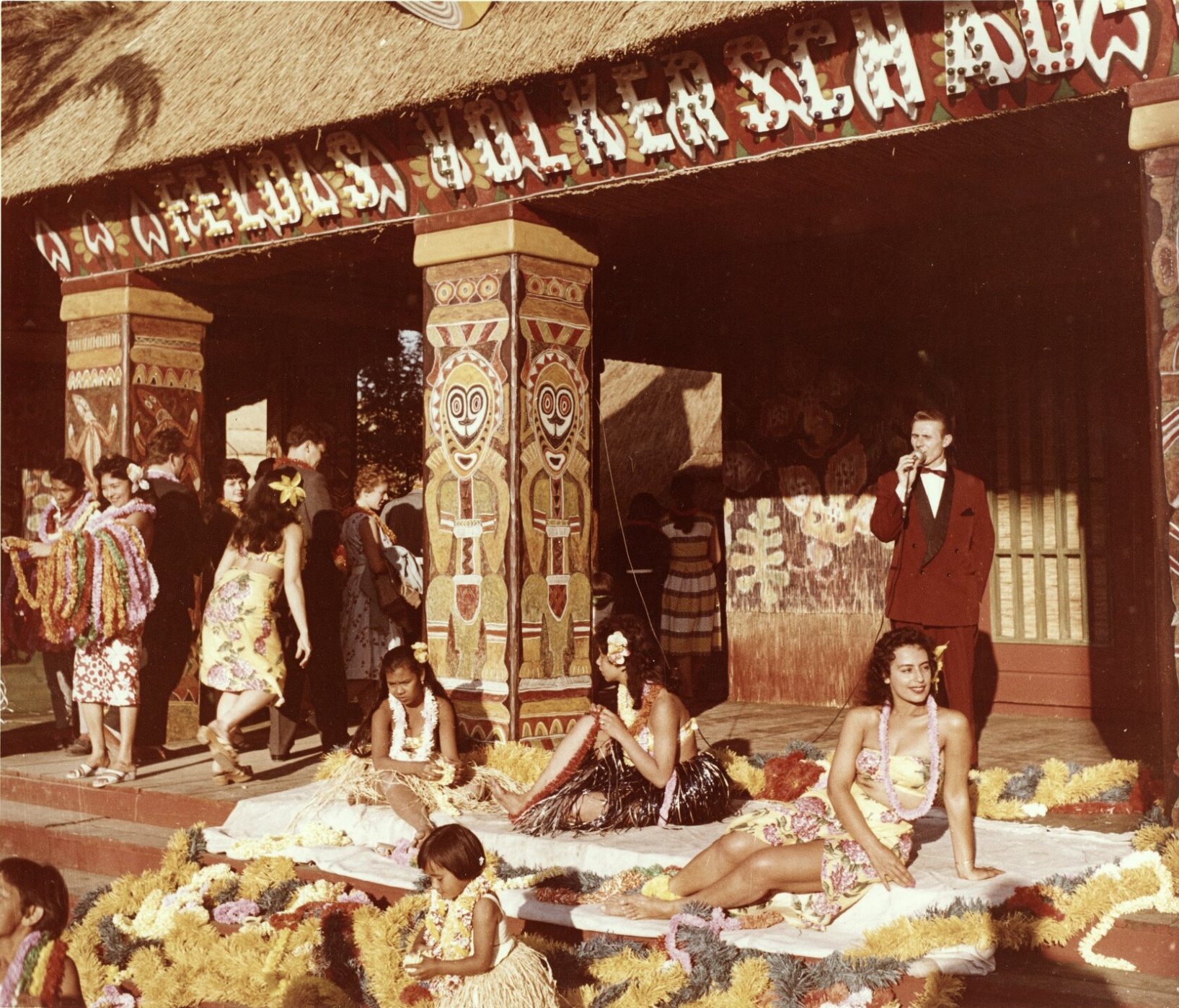
„Feldl’s Völkerschau Hawaii“ auf dem Münchner Oktoberfest 1959

Vergnügungsangebote und Attraktionen wie Karusselle, Schaukeln und Schießstände gab es bereits bei den frühen Oktoberfesten. Seit den 1870er Jahren entwickelte sich das Schaustellergewerbe rasant. Ab den 1890er Jahren versteigerte der Stadtmagistrat aufgrund der hohen Nachfrage die Plätze für Fahrgeschäfte. Daneben gab es viele neue Attraktionen und das Bild des Oktoberfestes wurde „von Völker- und Abnormitätenschauen, von Wachsfigurenkabinetten, Museen, Varieté- und Zaubertheatern, Panoramen und Menagieren bestimmt, und überall hier setzten die Veranstalter auf den Reiz der Exotik“. Neben Vorführungen exotischer Tiere (bis 1911 gab es in München keinen Zoo) wurden besonders die Völkerschauen zu einem lukrativen Unterhaltungsgeschäft. Die erste dieser Völkerschauen auf dem Oktoberfest war die 1879 von Carl Hagenbeck veranstaltete „Nubier-Schau“. Von den 1890er Jahren bis 1931 fanden regelmäßig solche Schauen statt, wie etwa die Buffalo-Bill-Show 1892 oder das von Carl Gabriel organisierte „Beduinen-Lager“ im Jahr 1901. In den folgenden Jahren zeigte Gabriel weitere große Schauen und kooperierte dabei mit den Hagenbecks, so etwa bei der „Riesenvölkerschau“ 1909. Die letzte Völkerschau auf dem Münchner Oktoberfest vor dem Zweiten Weltkrieg fand 1931 unter dem Namen „Kanaken der Südsee“ statt. Nach dem Krieg gab es noch vereinzelt Völkerschauen; die letzte war „Feldl's Völkerschau Hawaii“ im Jahr 1959, bei der etwa 150 Personen zur Schau gestellt wurden.

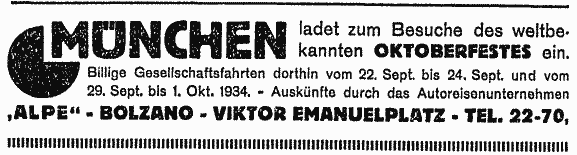
Werbung für das Oktoberfest in der Bozner Tageszeitung Dolomiten vom 15. September 1934

1904 stellten Post und Telegraphenamt (vermutlich erstmals) öffentliche Telefone auf:
„Anlässlich des diesjährigen Oktoberfestes in München wird für die Zeit vom 19. September bis mit 12. Oktober auf dem Festplatze ein Postamt nebst Telegraphenanstalt mit Telephonbetrieb und öffentlicher Telephonstelle eingerichtet. Dasselbe hat sich mit der Verabfolgung von Postwertzeichen und Telephonbilleten, Annahme und Abgabe von Briefpostsendungen sowie der Annahme von Telegrammen zu befassen und für den öffentlichen Verkehr in der Zeit von 8 Uhr morgens bis 8 Uhr abends geöffnet zu sein.“
1910 feierte die Wiesn ihren 100. Geburtstag und es wurden 12.000 Hektoliter Bier ausgeschenkt. Vom Jubiläum ist im Stadtarchiv München ein 14-minütiger Film vorhanden. In der Bräurosl, dem damals größten Bierzelt, fanden bereits 12.000 Gäste Platz. Heutigentags ist die Hofbräu-Festhalle mit 10.000 Plätzen das größte Bierzelt auf der Wiesn.
Von 1914 bis 1918 fiel das Fest wegen des Ersten Weltkriegs aus, 1919 und 1920 feierte man nur ein kleines „Herbstfest“. 1923 und 1924 gab es wegen der galoppierenden Inflation und der Währungsumstellung Ende 1923 kein Oktoberfest.
Während der Zeit des Nationalsozialismus nutzte die NS-Propaganda das Oktoberfest. 1933 wurde der Preis für die Maß Bier auf 90 Pfennig festgelegt. Für Juden wurde es verboten, auf dem Oktoberfest zu arbeiten. 1935 wurde das 125. Jubiläum pompös inszeniert; unter anderem mit einem großen Jubiläumsumzug (Motto „Stolze Stadt – Fröhlich Land“ sollte für die angebliche Überwindung der Schichten und Klassen stehen; er demonstrierte die Gleichschaltung und die gefestigte Macht des NS-Regimes). Die künstlerische Leitung für den Jubiläumsumzug übertrug die Gauleitung dem NS-Maler Albert Reich. 1938 – im März hatte Hitler Österreich annektiert und auf der Münchner Konferenz in der Sudetenfrage auf ganzer Linie gewonnen – wurde das Oktoberfest in „Großdeutsches Volksfest“ umbenannt. Das NS-Regime transportierte eine große Zahl von Sudetendeutschen auf die Festwiese.
Während des Zweiten Weltkriegs von 1939 bis 1945 fand kein Fest statt. In der Nachkriegszeit 1946 bis 1948 gab es ein „Herbstfest“. Im September 1949 fand das erste Oktoberfest nach dem Krieg statt.
1950 wurde die Veranstaltung von Thomas Wimmer (Oberbürgermeister von 1948 bis 1960) zum ersten Mal mit dem inzwischen traditionellen Fassanstich im Festzelt Schottenhamel eröffnet. Im Lauf der folgenden Jahrzehnte entwickelte sich das Oktoberfest zum größten Volksfest der Welt. Das Pferderennen wurde nach dem Krieg mit Ausnahme des 150. Jubiläums 1960 und des 200. Jubiläums 2010 nicht mehr veranstaltet.

### Bombenanschlag 1980

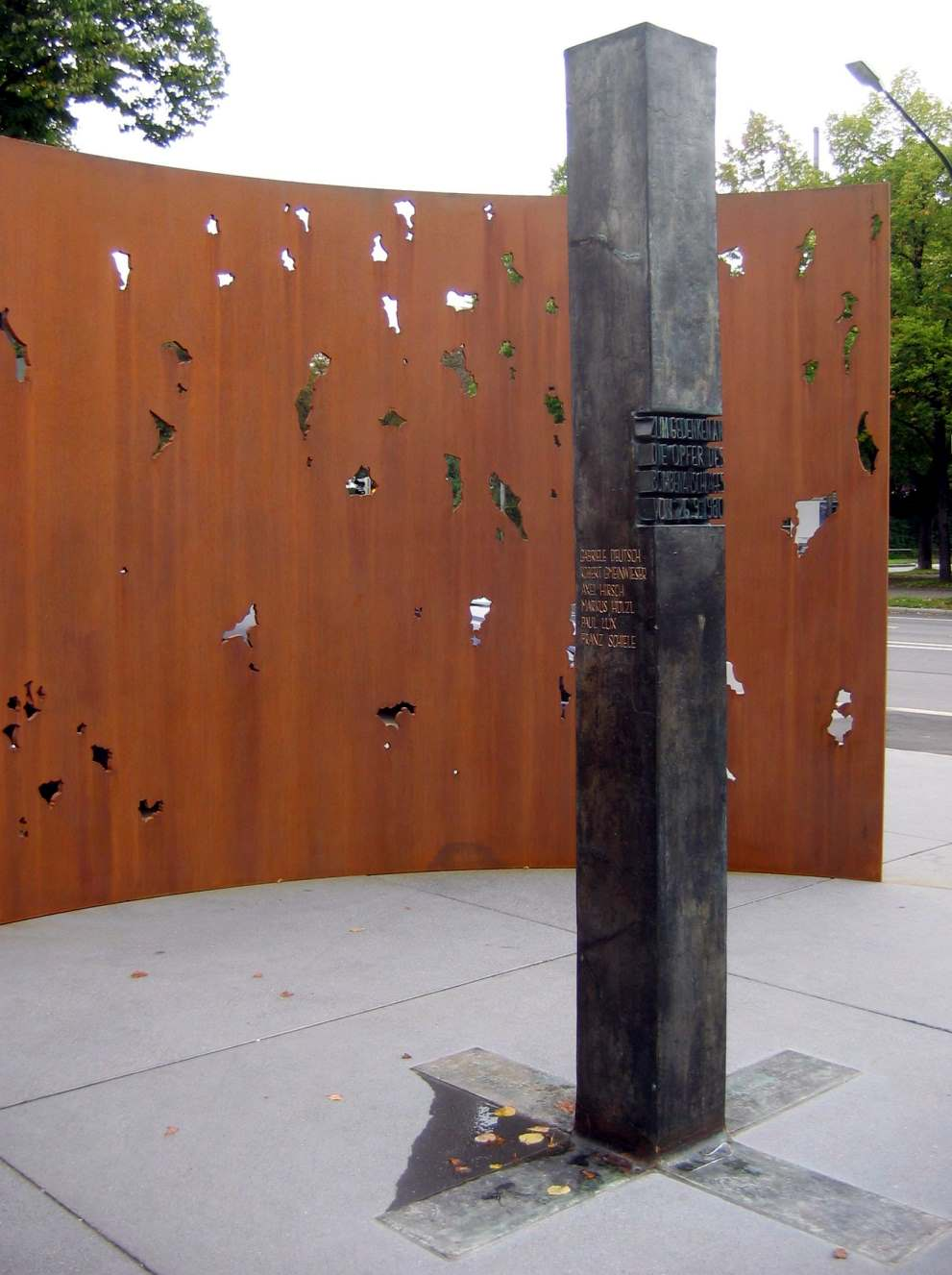
Denkmal für die Todesopfer des Bombenanschlags von 1980

Am Abend des 26. September 1980 explodierte am Haupteingang des Festgeländes (Öffentliche Bedürfnisanstalt am Bavariaring) eine Bombe. 13 Menschen starben, über 200 wurden verletzt, 68 davon schwer. Das Attentat gilt als einer der schwersten Terroranschläge der deutschen Geschichte. Die Tat galt lange Zeit als nicht vollständig aufgeklärt. Der Generalbundesanwalt beim Bundesgerichtshof nahm das Verfahren im Dezember 2014 wieder auf und stellte es im Juli 2020 wieder ein. Die Tat gilt seither als rechtsextrem motiviertes Attentat eines Einzeltäters.

### Absagen
Im Zeitraum 1811 bis 2021 wurde das Oktoberfest 26 Mal abgesagt, zumeist wegen Kriegen, zweimal aber auch wegen der Cholera. 2020 und 2021 wurde das Oktoberfest jeweils aufgrund der COVID-19-Pandemie abgesagt (2020 erstmals seit 1949). Als Hilfe für Schausteller, Marktkaufleute und Kulturschaffende wurde 2020 das Festival „Sommer in der Stadt“ mit über die Stadt verteilten Fahrgeschäften und außerdem eine Ersatz-Wiesn, auch WirtshausWiesn genannt, veranstaltet.

### Das Oktoberfest heute

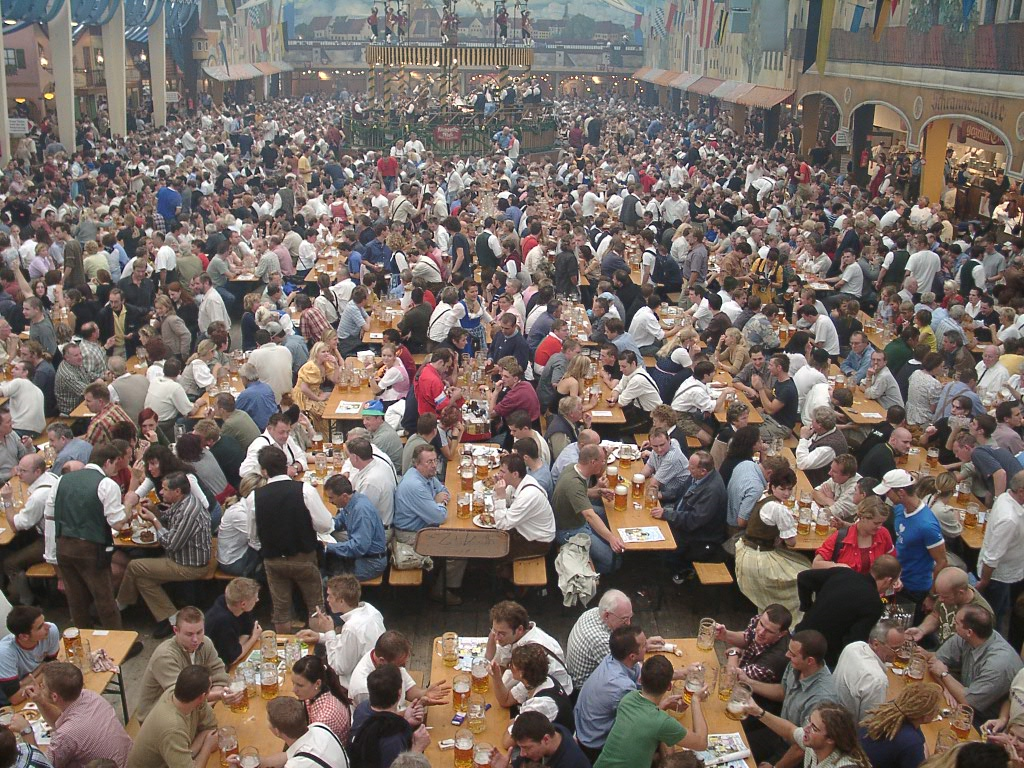
Innenansicht eines Bierzelts (2003)

Das Oktoberfest zog in den vergangenen Jahrzehnten alljährlich Millionen Besucher an. Die Gäste kommen immer zahlreicher aus dem Ausland, vorwiegend aus Italien, aus den USA, Japan und Australien. Seit einigen Jahren gibt es einen Trend zur Tracht: viele Wiesnbesucher kommen in Lederhosen bzw. Dirndl.
Der übermäßige Alkoholkonsum eines Teils der Besucher wird seit langem thematisiert. Um zu vermeiden, dass die Stimmung auf der Wiesn immer mehr der Stimmung auf dem Ballermann (Mallorca) gleicht, entwickelten 2005 die verantwortlichen Organisatoren das Konzept der Ruhigen Wiesn. Die Zeltbetreiber sind dazu angehalten, bis 18 Uhr nur traditionelle Blasmusik zu spielen und die Musiklautstärke auf 85 dB(A) SPL zu begrenzen. Das soll das Oktoberfest für Familien und ältere Besucher attraktiv halten. Nach 18 Uhr werden auch Schlager und Popmusik gespielt.
Von einem Teil der Münchner und der Gäste sowie teilweise in der Presse wird das Fest inzwischen allerdings als nerviges Massenbesäufnis bezeichnet, das mit einem Volksfest nichts zu tun hat.

### „Oide Wiesn“

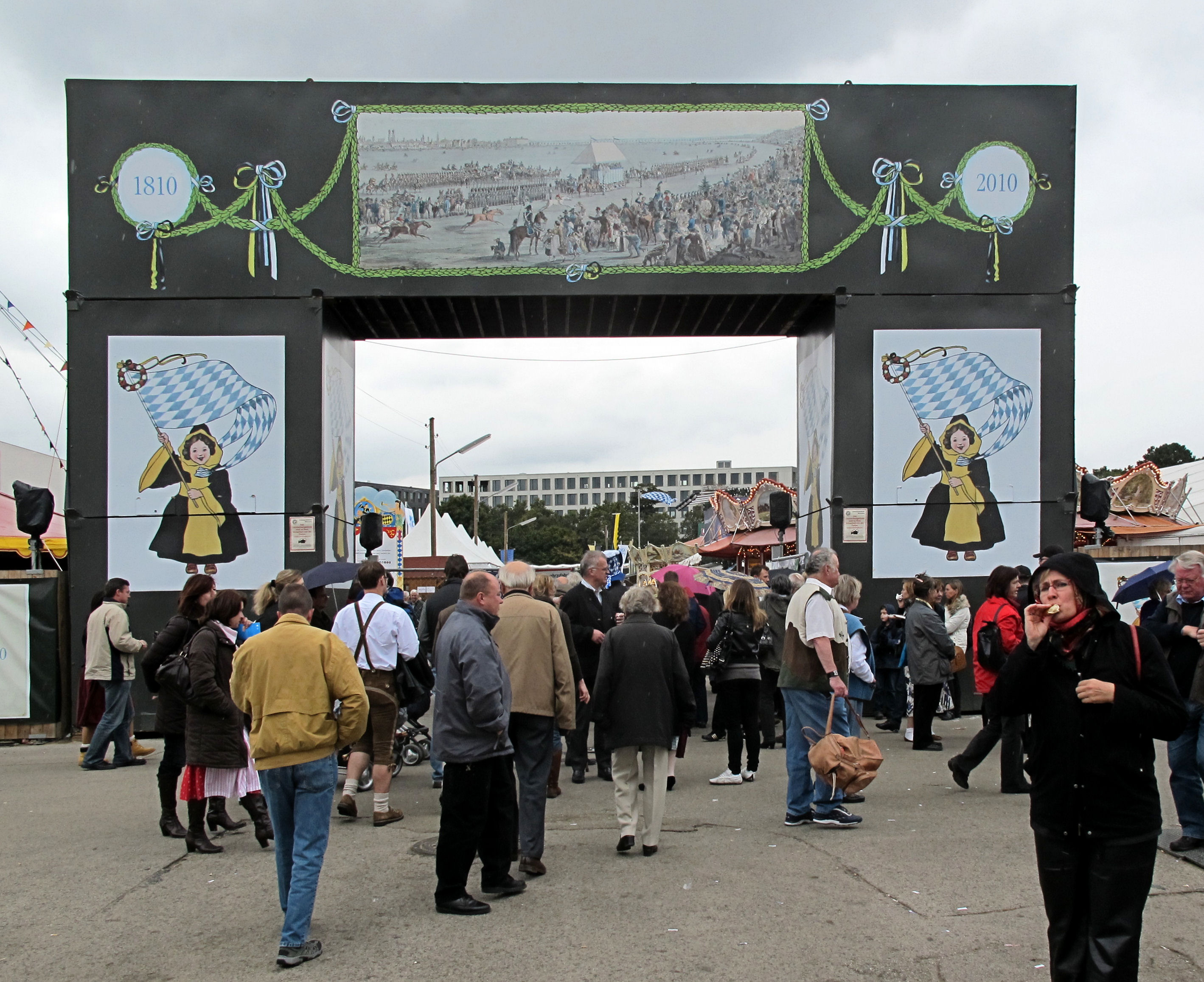
Haupteingang zur ersten „Oidn Wiesn“ (2010)

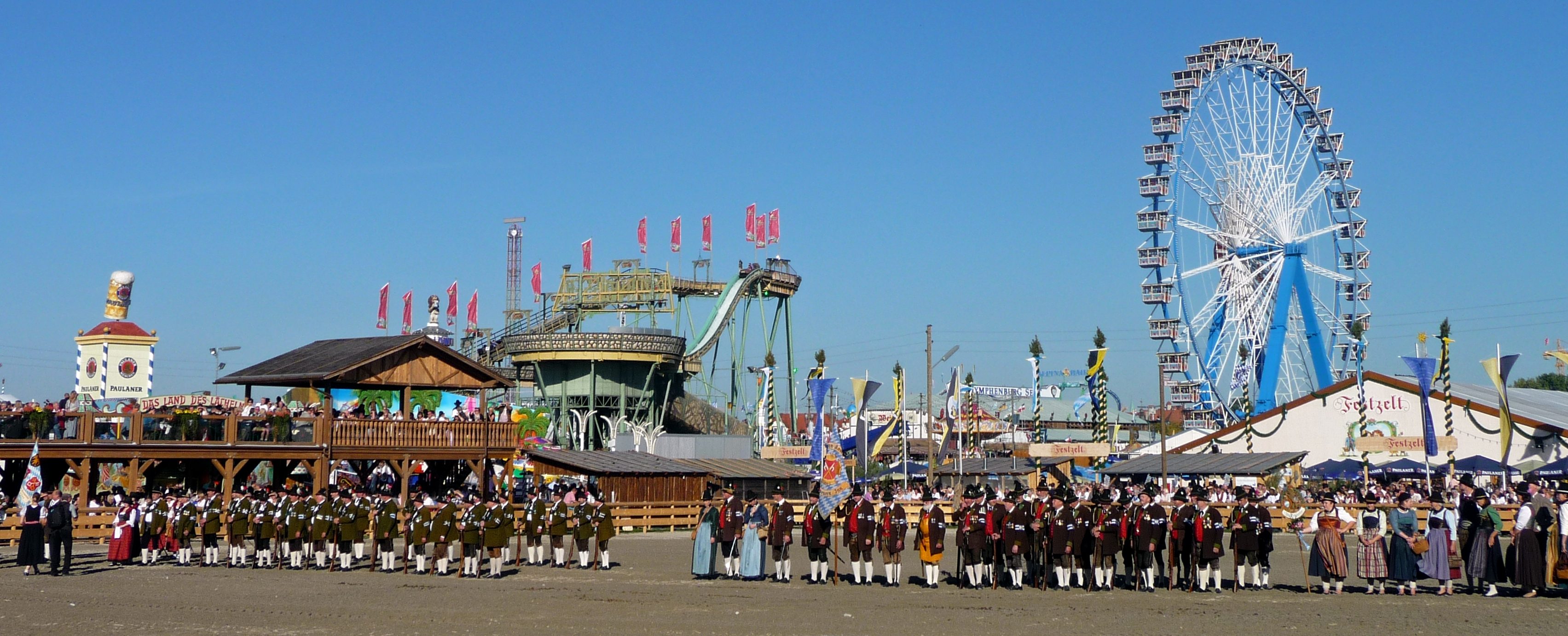
Jubiläumsfeier auf der „Oidn Wiesn“ (2010)

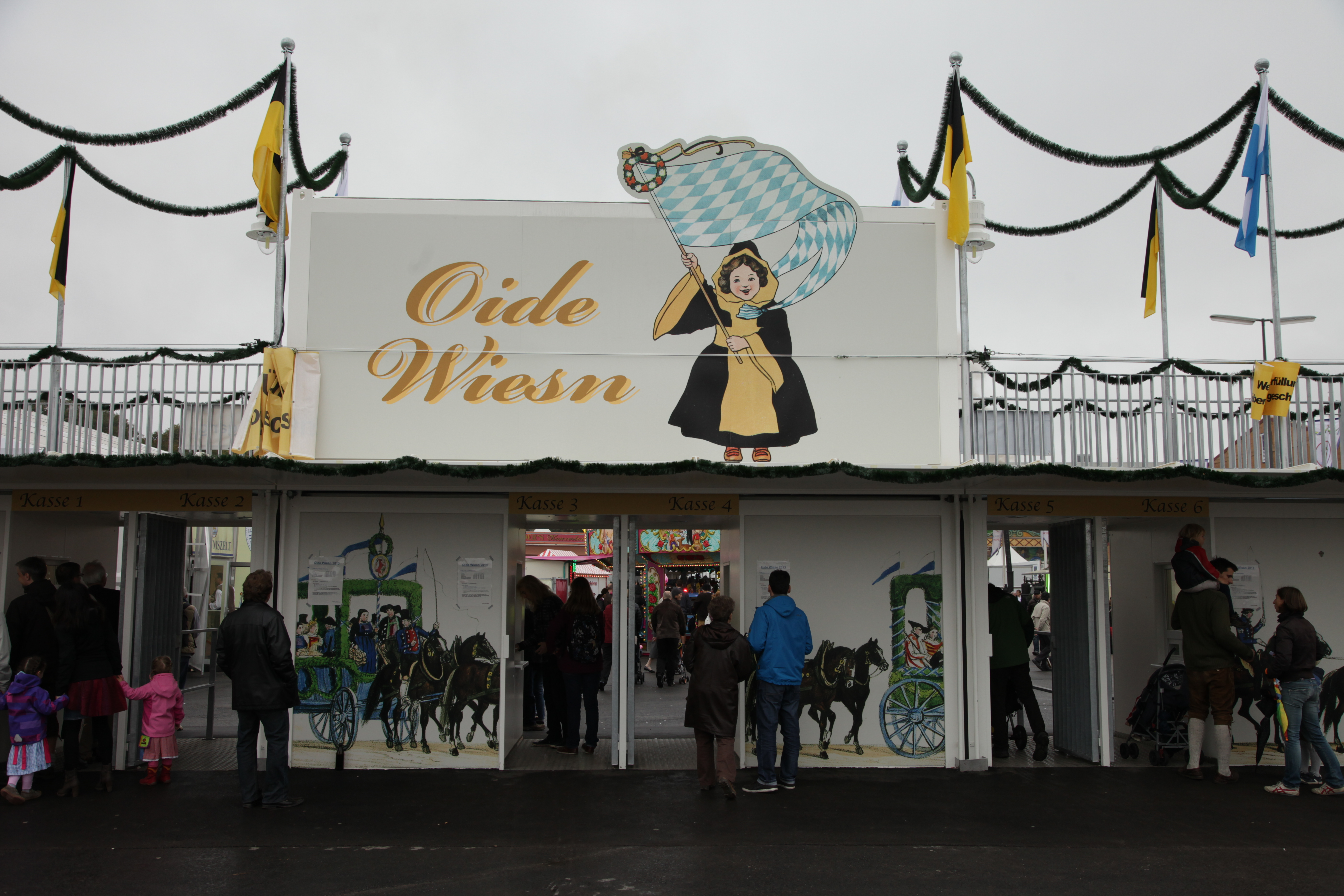
Einer der beiden Ein- und Ausgänge auf der „Oidn Wiesn“ (2013)

Anlässlich des 200-jährigen Jubiläums wurde 2010 erstmals am Südende der Theresienwiese ein historisches Oktoberfest („Oide Wiesn“) auf dem Areal des zentralen Landwirtschaftsfestes gestaltet. Es eröffnete einen Tag vor Beginn des eigentlichen Oktoberfestes gleichfalls mit dem Fassanstich durch den Oberbürgermeister. Auf dem fünf Hektar umfassenden abgezäunten Gelände präsentierten sich historische Fahrgeschäfte, Festzelte und andere historische Attraktionen wie eine Steckerlfischbraterei, ein Kettenkarussell oder ein Zuckerwattestand. Gegen Eintritt können neben dem Museums- ein Tierzelt sowie die Pferderennbahn besichtigt werden. Das Tierzelt beinhaltet unter anderem einen Streichelzoo und wird vom Tierpark Hellabrunn sowie dem Bayerischen Bauernverband betreut. Das Münchner Stadtmuseum übernahm die Gestaltung des Museumszeltes. Begleitet wurde die Jubiläumswiesn von einem künstlerischen und kulturellen Rahmenprogramm, in dem beispielsweise die Biermösl Blosn auftrat. Die Musikkapellen im Herzkasperl Festzelt – mit 850 vergleichsweise kleinen Sitzplätzen – kamen ohne Lautsprecheranlage aus. Namensgebend für das Festzelt war eine bekannte Bühnenfigur des 2009 verstorbenen Schauspielers Jörg Hube. Die sechs Münchner Brauereien Augustiner, Hacker-Pschorr, Hofbräu, Löwenbräu, Paulaner und Spaten präsentierten ausschließlich hier ein gemeinsam gebrautes, dunkles Spezialbier, das nach einer historischen Rezeptur vom Beginn des 19. Jahrhunderts hergestellt wurde. Die Maßkrüge in den Festzelten trugen demgemäß die Aufschrift Münchner Bier und nicht das Unternehmenslogo einer einzelnen Brauerei. Im Gegensatz zum restlichen Oktoberfest schloss die „Oide Wiesn“ bereits um 20 Uhr. Statt der von der Stadtverwaltung erwarteten 300.000 Gäste kamen weit mehr als eine halbe Million Besucher. Das Gelände musste mehrfach, wie sonst nur Bierzelte, wegen Überfüllung vorübergehend geschlossen werden.
In den darauffolgenden Jahren bestand das Traditionsoktoberfest nach dem Konzept des damaligen Wirtschaftsreferenten und heutigen Oberbürgermeisters der Stadt München Dieter Reiter unter der Bezeichnung „Oide Wiesn“ weiter, allerdings in reduzierter Form. Es wird seitdem beispielsweise auf die Pferderennbahn verzichtet. Der Eintrittspreis wurde auf drei Euro vermindert. Das historische Festzelt wurde um 2000 Plätze vergrößert und die altertümlichen Fahrgeschäfte blieben erhalten. Die „Oide Wiesn“ wurde zur Dauereinrichtung. Alle vier Jahre, während des Bayerischen Zentral-Landwirtschaftsfestes (zuletzt 2016), konnte sie aus Platzgründen jedoch nicht aufgebaut werden.
Laut Stadtratsbeschluss vom 16. Oktober 2012 betrug der Eintritt für die „Oide Wiesn“ 2013 wieder drei Euro. Erstmals war mit diesem Ticket ein Wiedereinlass möglich. Die historischen Fahrgeschäfte verlangten 2013 einen Euro Eintritt. Im Musikantenzelt erhöhte sich im Innenbereich die Anzahl der Sitzplätze von 1000 auf 1500; im Außenbereich stieg sie von 800 auf 1000. Die Stadt München unterstützte die Schaustellerstiftung mit 200.000 Euro, damit diese das Museumszelt, das Velodrom sowie ein Kinderprogramm betrieb.
2013 vergrößerte sich das Gelände und schöne Eingänge kamen hinzu. Außerdem war das Museumszelt des Stadtmuseums München/Schaustellerstiftung wie im Jubiläumsjahr 2010 wieder vertreten (n.n. 2011). Das Velodrom wurde vergrößert und den Zuschlag für das Musikantenzelt hatte Fraunhofer-Wirt Beppi Bachmaier erhalten und das Zelt unter der Bezeichnung „Herzkasperlzelt“ wie 2010 betrieben. Bei der Oidn Wiesn 2011 betrieb noch die Familie Reichert unter dem Namen „Zur Schönheitskönigin“ das Musikantenzelt.

## Höhepunkte

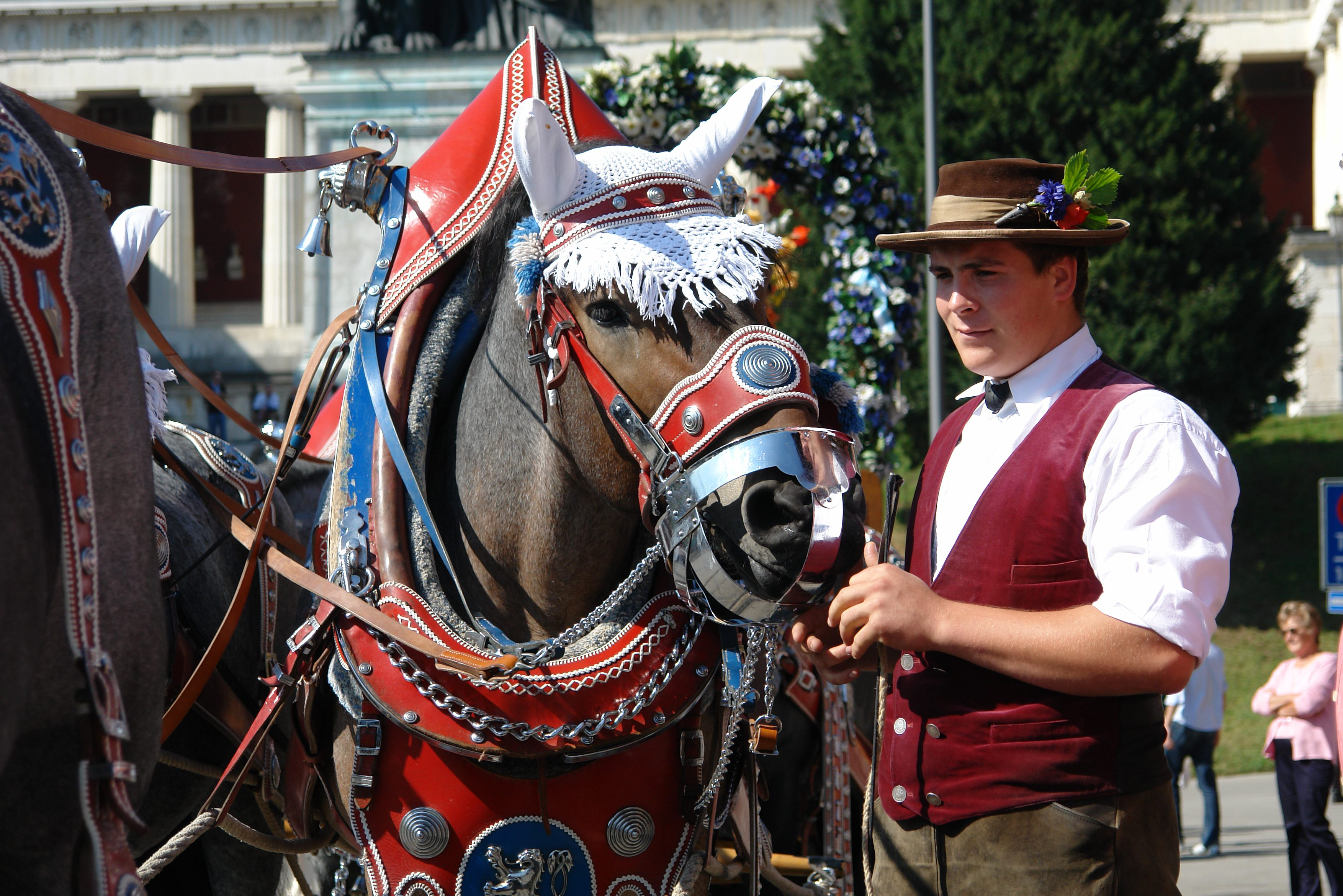
Pferdekutscher in Tracht

### Einzug der Wiesnwirte und Brauereien

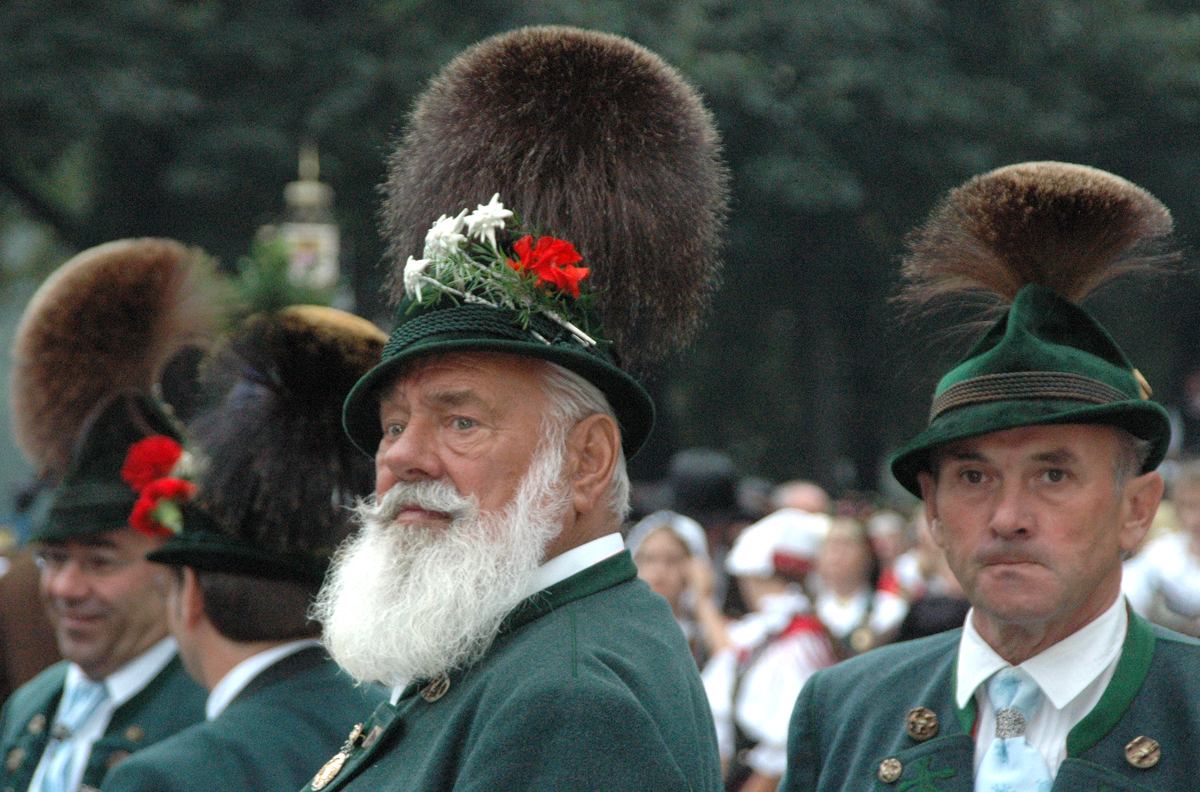
Gamsbärte auf dem Einzug der Wiesnwirte zum Oktoberfest, 2008

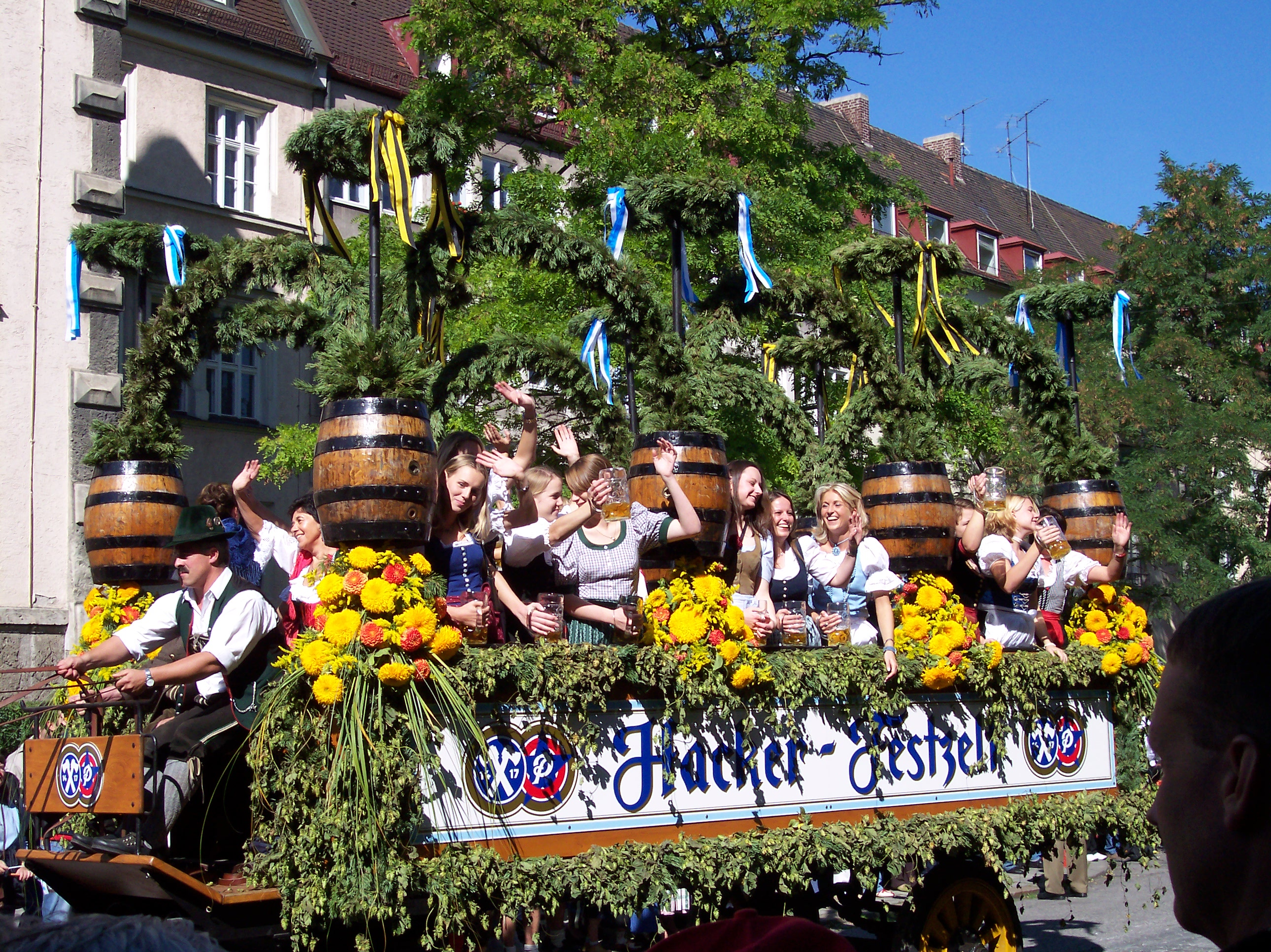
Pferdegespann der Hacker-Pschorr-Brauerei

Die Geschichte des Einzugs der Wiesnwirte und Brauereien als feierlicher Auftakt des Oktoberfestes geht zurück auf das Jahr 1887, als der damalige Wirt Hans Steyrer erstmals von seiner Gaststätte in der Tegernseer Landstraße samt Personal, Blaskapelle und einer Bierladung auf die Theresienwiese zog. In seiner heutigen Form findet der Einzug im Wesentlichen seit 1935 statt, als erstmals alle Brauereien gemeinsam am Umzug teilnahmen. Seitdem wird der Zug von einer Frau in gelb-schwarzer Mönchskutte, die das Münchner Kindl darstellt, angeführt. Seit 1950 folgt ihm der amtierende Münchner Oberbürgermeister in der Kutsche der Familie Schottenhamel. Ihnen folgen wiederum die prachtvoll geschmückten Pferdegespanne und Festwagen der Brauereien sowie die Kutschen der anderen Wirte und Schausteller. Begleitet wird der Zug von den Musikkapellen der Festzelte. Zugelassen sind nur bestimmte Münchner Brauereien: Augustiner, Hacker-Pschorr, Hofbräu, Löwenbräu, Paulaner und Spaten.

### Fassanstich
Nach dem Einzug der Wiesnwirte auf Kutschen von der Innenstadt zur Festwiese sticht um 12 Uhr der Oberbürgermeister im Schottenhamel-Festzelt das erste Bierfass an. Mit dem Anstich und dem traditionellen Ruf: „O’zapft is! Auf eine friedliche Wiesn“ („Es ist angezapft! Auf ein friedliches Oktoberfest“), gilt das Oktoberfest als eröffnet. Anschließend werden auf der Treppe der Bavaria zwölf Böllerschüsse abgegeben. Das ist das Zeichen für die anderen Wirte, mit dem Ausschank zu beginnen. Traditionell erhält der bayerische Ministerpräsident die erste Maß. Danach werden in den anderen Festzelten die ersten Fässer angezapft und Bier an die Wiesnbesucher ausgeschenkt.
Jedes Jahr warten viele mit Spannung darauf, wie viele Schläge der Bürgermeister benötigt, bis das erste Bier aus dem ersten Fass fließt. Die beste Leistung liegt bei zwei Schlägen (Ude, 2005, 2008–2013; Reiter, 2015–2019, 2023), teils waren aber auch schon 17 oder 19 Schläge erforderlich (Wimmer, 1950), eine eindeutige Angabe gibt es nicht.

### Trachten- und Schützenzug
Zu Ehren der Silberhochzeit von König Ludwig I. von Bayern und Prinzessin Therese fand 1835 erstmals ein Trachtenumzug statt. 1895 organisierte der Heimatschriftsteller Maximilian Schmidt einen weiteren Umzug mit 1400 Teilnehmern in 150 Trachtengruppen.
1910 zum 100. Jubiläum des Oktoberfests und 1935 fanden weitere Umzüge statt. Seit 1948 wird dieser jährlich veranstaltet und ist mittlerweile einer der Höhepunkte des Oktoberfests und einer der weltgrößten Umzüge dieser Art. Am ersten Wiesn-Sonntag ziehen 8000 Teilnehmer in ihren historischen Festtagstrachten vom Maximilianeum aus auf einer sieben Kilometer langen Strecke bis zur Festwiese.
Auch dieser Umzug wird vom Münchner Kindl (heute eine Frau) angeführt; ihm folgen die Honoratioren des Stadtrates und der Stadtverwaltung und des Freistaates Bayern, meist der Ministerpräsident und dessen Gattin, Trachten- und Schützenvereine, Musikkapellen, Spielmannszüge, farbenprächtige Fahnenschwinger und etwa 40 Kutschen mit festlich geschmückten Pferdegespannen. Die Vereine und Gruppen kommen größtenteils aus Bayern, aber auch aus anderen deutschen Bundesländern, aus Österreich, aus der Schweiz, aus Norditalien und aus anderen europäischen Ländern. Der Einzug der Wiesnwirte und der Trachten- und Schützenzug wird vom Festring München ausgerichtet.

## Festzelte

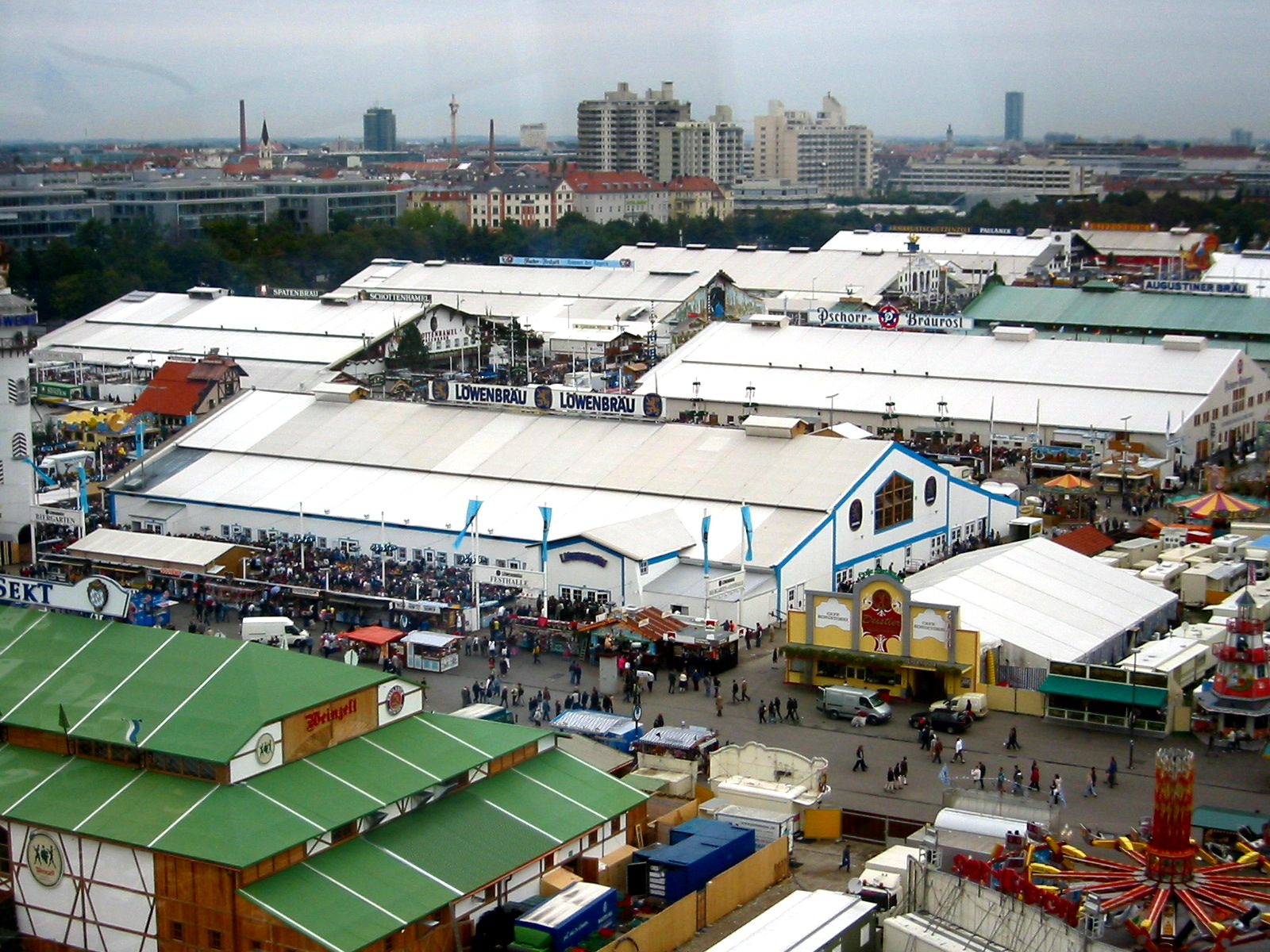
Festzelte vom Riesenrad gesehen

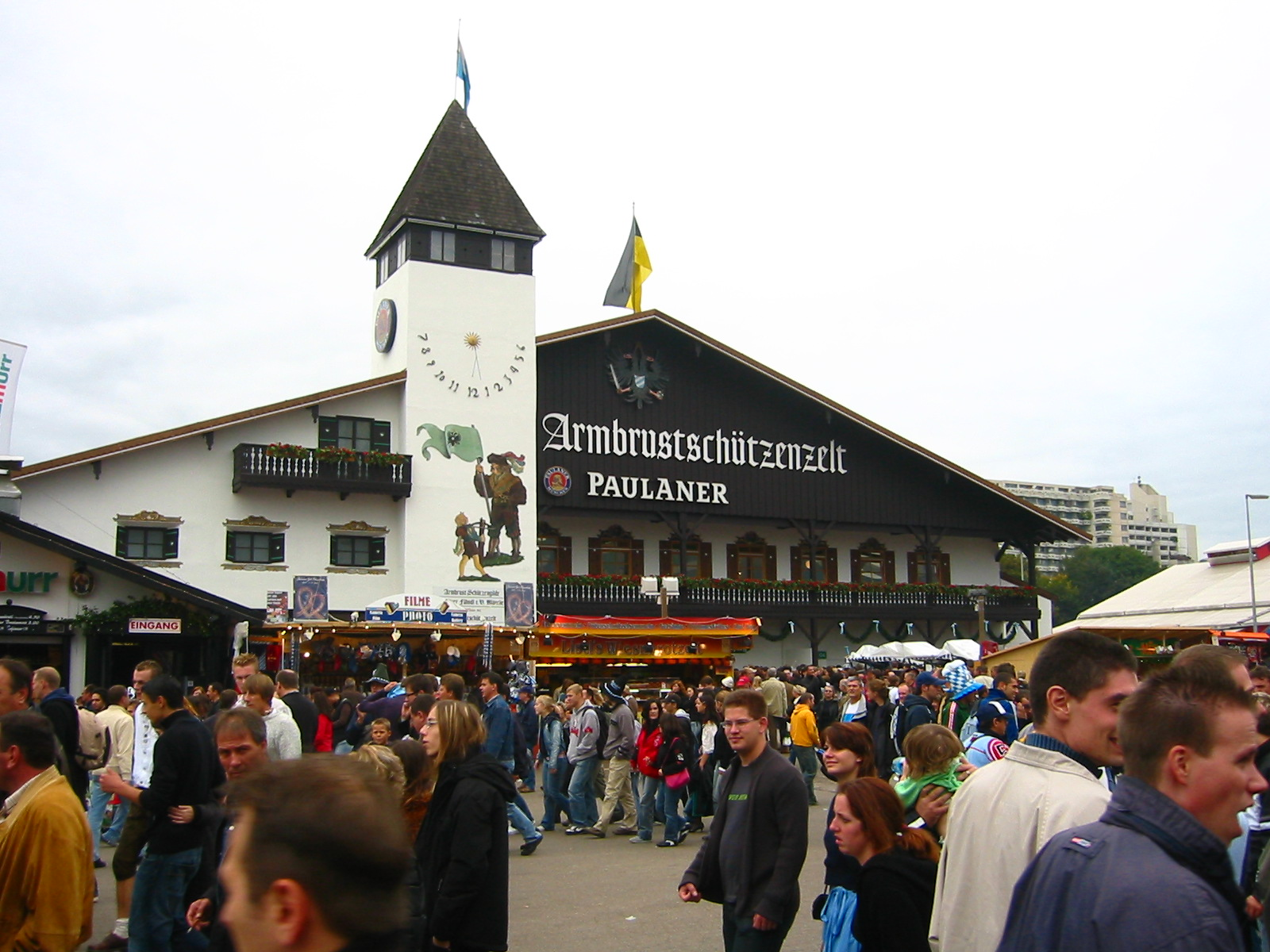
Das Armbrustschützenzelt 2005

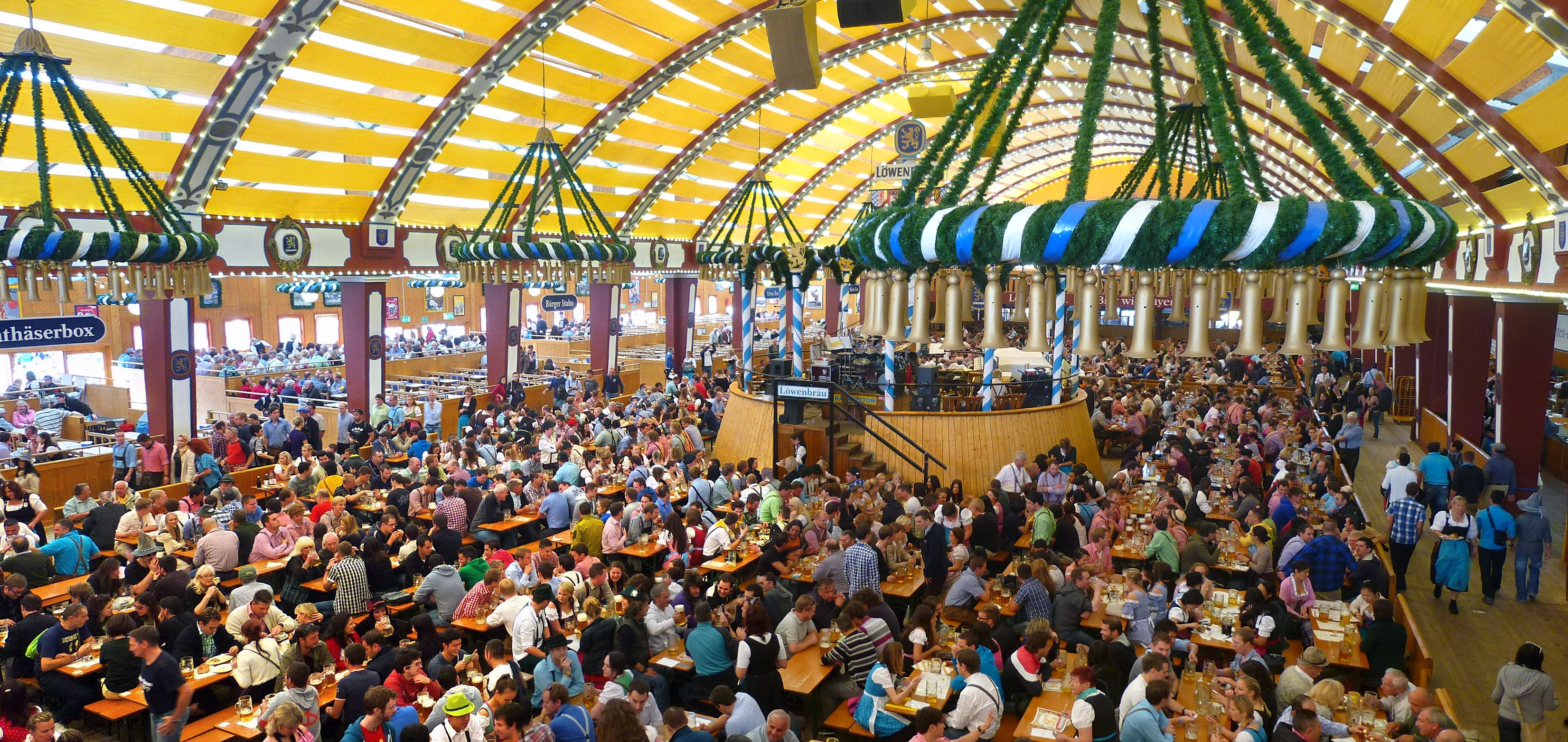
Im Löwenbräu-Festzelt 2013

Dem Besucher stehen 38 Festzelte zur Auswahl – 14 große und 21 mittelgroße und kleine Zelte auf dem regulären Wiesngelände sowie drei große Zelte auf der Oidn Wiesn. 32 Festzelte schenken Bier aus, Kufflers Weinzelt jedoch nur Weißbier. Laut Betriebsvorschriften des Festes darf auf dem Oktoberfest nur Bier der Münchner Traditionsbrauereien ausgeschenkt werden. Derzeit sind die Münchner Brauereien Spatenbräu, Augustiner, Paulaner, Hacker-Pschorr, Hofbräu und Löwenbräu mit Festzelten vertreten. Da die Zelte in den letzten Jahren manchmal wegen Überfüllung geschlossen werden mussten, hat die Stadt München auf ihrer Website ein Wiesnbarometer eingerichtet, das die jeweilige Auslastung der Zelte vorhersagt.
| Zelt                      | erstmals vertreten | Sitzplätze gesamt | Sitzplätze innen | Sitzplätze außen | Bierpreis 2025 (pro Maß) | Festwirt                                           | Brauerei        |
| ------------------------- | ------------------ | ----------------- | ---------------- | ---------------- | ------------------------ | -------------------------------------------------- | --------------- |
| Armbrustschützenzelt      | 1895               | 7420              | 5820             | 1600             | 15,50                    | Familie Peter Inselkammer                          | Paulaner        |
| Augustiner-Festhalle      | 1898               | 8500              | 6000             | 2500             | 14,50                    | Manfred Vollmer & Thomas Vollmer                   | Augustiner-Bräu |
| Fischer-Vroni             | 1904               | 3862              | 3162             | 700              | 15,40                    | Johann Stadtmüller                                 | Augustiner-Bräu |
| Hacker-Festzelt           | 1907               | 9378              | 6838             | 2540             | 15,40                    | Christl Roiderer & Toni Roiderer                   | Hacker-Pschorr  |
| Hofbräu-Festzelt          | 1955               | 9051              | 6017             | 3034             | 15,40                    | Silja Schrank-Steinberg                            | Hofbräu München |
| Käfer Wiesn-Schänke       | 1971               | 3413              | 1383             | 2030             | 15,40                    | Michael Käfer & Clarissa Käfer                     | Paulaner        |
| Kufflers Weinzelt         | 1984               | 2500              | 1920             | 580              | 17,80 (nur Weißbier)     | Doris Kuffler, Sebastian Kuffler & Stephan Kuffler | Paulaner        |
| Löwenbräu-Festzelt        | 1910               | 8500              | 5700             | 2800             | 15,40                    | Stephanie Spendler                                 | Löwenbräu       |
| Marstall Festzelt         | 2014               | 4082              | 3200             | 882              | 15,40                    | Siegfried Able & Sabine Able                       | Spatenbräu      |
| Ochsenbraterei            | 1881               | 7546              | 5900             | 1646             | 15,35                    | Anneliese Haberl & Antje Schneider                 | Spatenbräu      |
| Paulaner-Festzelt         | 1895               | 8365              | 6385             | 1980             | 15,40                    | Arabella Schörghuber                               | Paulaner        |
| Pschorr-Festzelt Bräurosl | 1902               | 8250              | 6490             | 1760             | 15,40                    | Peter Reichert                                     | Hacker-Pschorr  |
| Schottenhamel-Festhalle   | 1867               | 9030              | 6288             | 2742             | 15,40                    | Christian Schottenhamel & Michael Schottenhamel    | Spatenbräu      |
| Schützen-Festzelt         | 1876               | 6158              | 4923             | 1235             | 15,40                    | Familie Eduard Reinbold                            | Löwenbräu       |
| Insgesamt                 | Insgesamt          | 96.055            | 70.026           | 26.029           |                          |                                                    |                 |

Von den 127 Gastronomiebetrieben bieten die 38 Festzelte in Summe etwa 117.000 Sitzplätze an; drei Zelte davon befinden sich auf der Oidn Wiesn („Tradition“, „Herzkasperl-Festzelt“ und das Volkssängerzelt „Schützenlisl“) mit zusammen etwa 12.500 Plätzen.

### Maßkrüge und Diebstähle
Die in den Festzelten verwendeten Maßkrüge sind nicht mehr aus Ton, sondern aus Glas, um Schankbetrug zumindest zu erschweren. Sie sind Eigentum der jeweiligen Brauereien. Besonders in den 1980er und 1990er Jahren nahmen die Maßkrugdiebstähle stark überhand und das Sicherheitspersonal der Festzelte wurde angewiesen, nach Dieben Ausschau zu halten. Die Festwirtevereinigung stellt bereits seit Jahren generell Strafanzeigen gegen Maßkrugdiebe. Maßkrüge, die offiziell als Souvenir gekauft werden, sind zur einfacheren Unterscheidung mit einer farbigen Plakette markiert.
2019 wurden 96.912 Bierkrüge an den Zeltausgängen durch das Ordnungspersonal sichergestellt (2018: 101.000).

### Wiesn-Hits
Seit einigen Jahren wird das Lied, das in den Bierzelten am häufigsten gespielt und mitgesungen wird, von der Boulevardpresse zum „Wiesn-Hit“ erklärt. Zahlreiche Printmedien und Radiosender fordern ihre Zielgruppen regelmäßig im zeitlichen Umfeld der Veranstaltung ebenfalls dazu auf, entsprechende Musikstücke zu wählen. Da Wiesnbesuchern die Texte nicht immer geläufig sind, gibt es eine Wiesn-Singfibel mit den beliebtesten Liedern. Einige Webseiten und Internetportale bieten ebenfalls Listen der aktuellen Wiesn-Hits einschließlich der Liedtexte an, teilweise mit weiterführenden Informationen.
Das Lied Fürstenfeld der steirischen Musikgruppe S.T.S. aus dem Jahr 1984 wird als der erste „echte“ Wiesn-Hit angesehen.
Wenngleich der Begriff als solcher erst Mitte der 1980er Jahre aufkam, wird dieser Tage vielfach das Lied Schützenliesel, komponiert von Gerhard Winkler mit Text von Fred Rauch und Fini Busch, mit seinen charakteristischen drei Paukenschlägen aus dem Jahr 1952 als der erste Wiesn-Hit, zumindest der Nachkriegszeit, angesehen. Zahlreiche auf der Wiesn gespielte Stücke sind heute Partyschlager im Ballermann-Stil.

## Attraktionen
Auf dem Oktoberfest gibt es an die 200 Schaustellerbetriebe, davon sind knapp 80 Fahrgeschäfte. Viele Schaustellerfamilien sind seit Beginn des 20. Jahrhunderts auf der Wiesn vertreten. Zu den beliebten nostalgischen Attraktionen kommen jedes Jahr neue Fahrbetriebe, die auf dem Stand modernster Technik für Nervenkitzel sorgen.

### Riesenrad

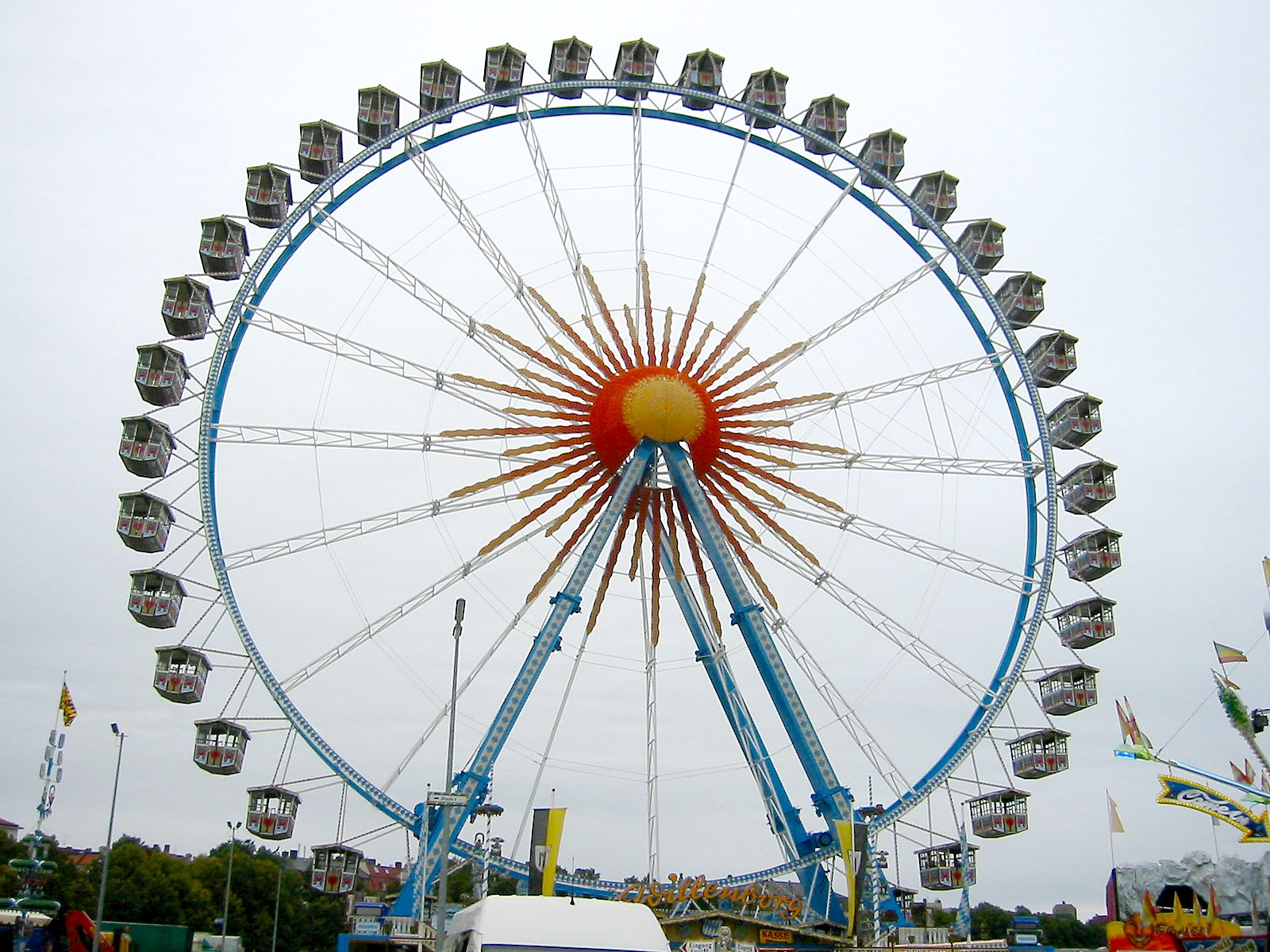
Willenborgs Oktoberfest-Riesenrad

Ein Riesenrad wurde erstmals 1880 aufgestellt und hatte zu diesem Zeitpunkt eine Höhe von 12 Metern. Seit 1979 zählt Willenborgs Riesenrad mit einer Höhe von 48 Metern zu den bekanntesten Attraktionen und bietet Fahrgästen einen Blick über die Festwiese. Der Schausteller ist auf der Wiesn seit den 1930er Jahren regelmäßig mit unterschiedlichsten Fahrgeschäften vertreten, seit 1960 erstmals mit einem stählernen Riesenrad.

### Krinoline

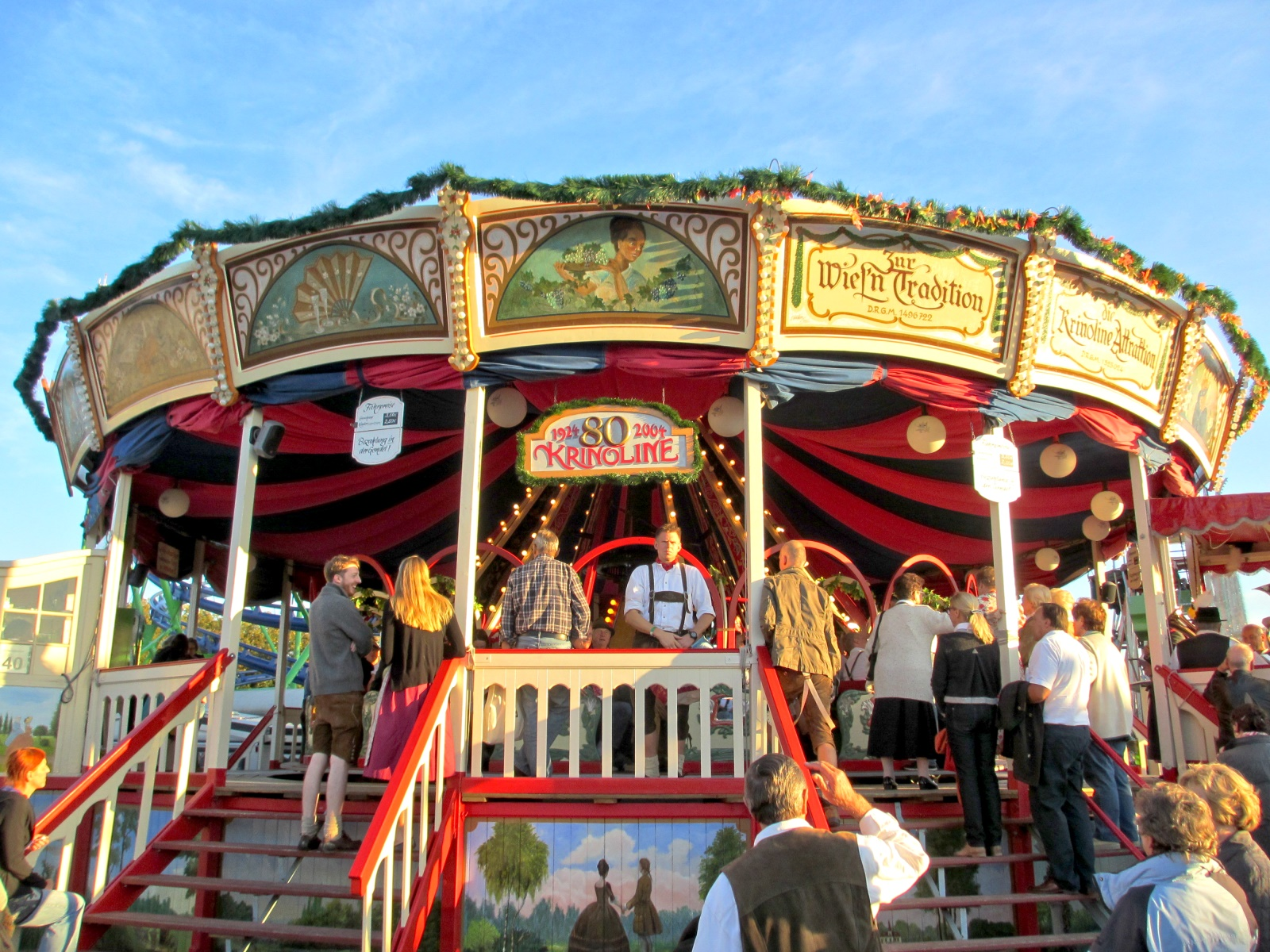
Fahrgeschäft „Krinoline“ auf dem Oktoberfest (2012)

Die Krinoline ist ein traditionelles Rundkarussell, das seit den 1920er Jahren auf dem Oktoberfest steht. Die runde Form und die schwankende Bewegung erinnern an eine Krinoline. Noch bis 1938 wurde das Karussell mit Muskelkraft bewegt. In jenem Jahr wurde für die fünfköpfige Original-Krinoline-Blaskapelle an der Außenwand des Karussells ein kleiner Balkon angebaut. Das Fahrgeschäft wird in der Regel musikalisch durch diese Blaskapelle, aber auch durch ausgesuchte Gastkünstler begleitet.

### Hexenschaukel
Die Hexen- oder Illusionsschaukel ist ein historisches Fahrgeschäft, das in Amerika Ende des 19. Jahrhunderts erstmals von Harris Wheels präsentiert und auf dem Oktoberfest zum ersten Mal 1894 aufgestellt wurde: Zwei einander gegenüberliegende Sitzbänke für jeweils etwa acht Personen sind auf einer großen Schaukel angeordnet, wobei die Fahrgäste den Eindruck haben, dass sich diese Schaukel während der Fahrt mehrfach überschlägt. Als ausgewiesene Antiquität, die besonderer Achtsamkeit und Pflege bedarf, reist sie nicht mehr von Volksfest zu Volksfest, sondern ist nur noch auf dem Oktoberfest sowie auf dem Straubinger Gäubodenfest vertreten.

### Toboggan

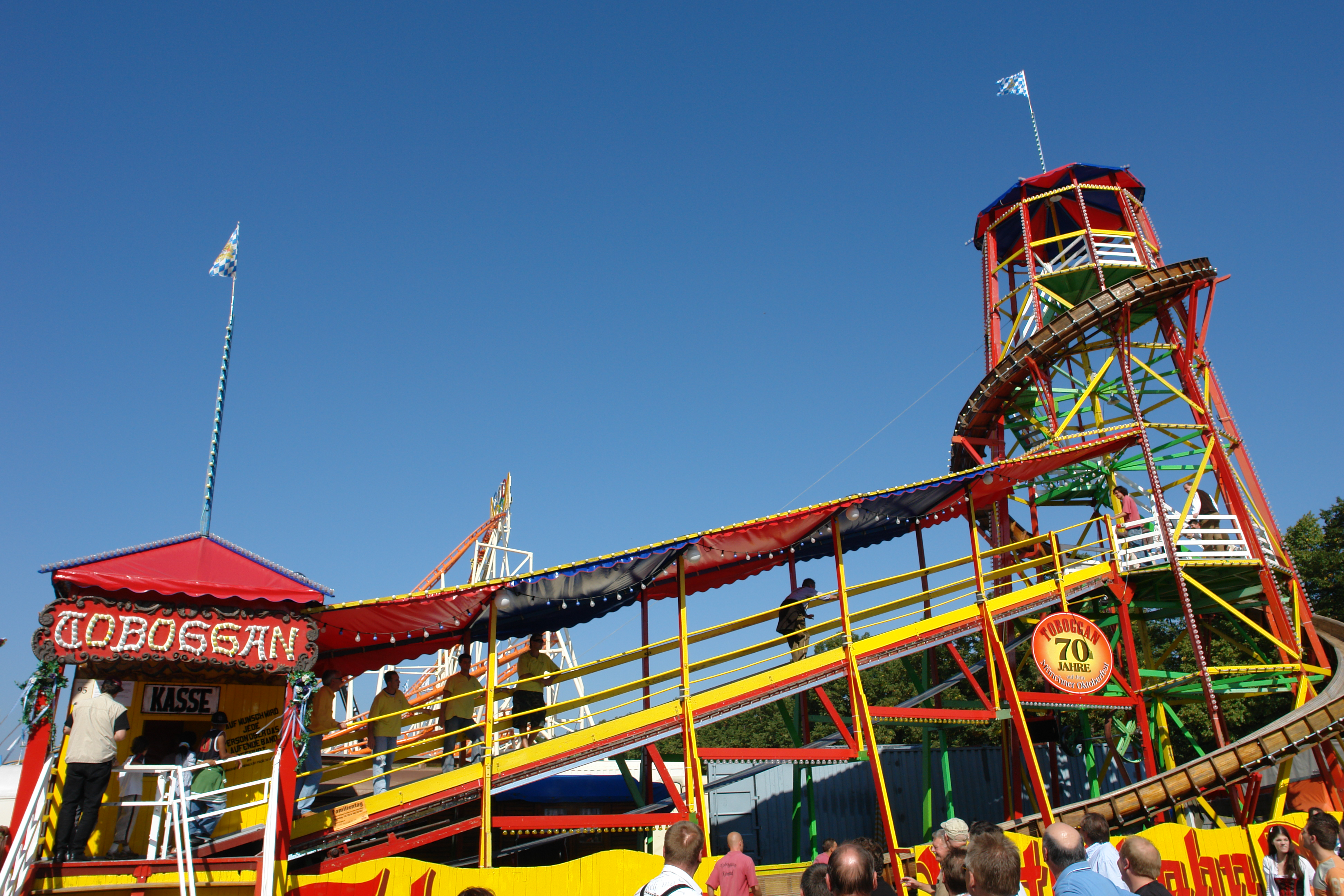
Toboggan

Der Toboggan ist eine Turmrutschbahn, die erstmals 1906 aufgestellt wurde. Den jetzigen Toboggan gibt es seit 1933 auf dem Oktoberfest. Der Begriff entstammt der Sprache der kanadischen Algonkin-Indianer und bezeichnet einen leichten Schneeschlitten. Mittels eines schnell laufenden Förderbandes werden die Fahrgäste auf etwa acht Meter Höhe transportiert. Von der Turmspitze rutscht man mit hoher Geschwindigkeit in einer sich um den Turm windenden Holzrinne wieder nach unten. Der besondere Reiz für die Zuschauer sind die Versuche der Fahrgäste, das Förderband zu betreten. Bei diesem bewegt sich, anders als bei einer Rolltreppe, der Handlauf nicht mit und wer sich festhält, dem zieht es unweigerlich die Füße weg.

### Teufelsrad
Das Teufelsrad wurde auf dem Oktoberfest erstmals 1910 aufgebaut. Es handelt sich um eine liegende, drehbare Holzscheibe mit etwa fünf Metern Durchmesser. Die Besucher werden aufgefordert, sich darauf zu setzen oder zu legen und sich bei ständig steigender Drehzahl so lange wie möglich auf dieser Scheibe zu halten. Mitarbeiter des Fahrgeschäfts versuchen mit Hilfe eines Strohsacks, die Teilnehmer „herunterzukegeln“ oder sie mit einem Lasso herunterzuziehen. Ein Rekommandeur, der die Vorgänge mit derbem bayerischen Humor kommentiert, macht das Teufelsrad zu einer Attraktion für die Zuschauer. Im Laufe des Tages werden auf dem Rad wiederholt Boxkämpfe zwischen freiwilligen Zuschauern durchgeführt.

### Schichtl
„Der Schichtl“, benannt nach seinem Gründer Michael August Schichtl (1851–1911), ist seit 1869 fester Bestandteil des Oktoberfestes. In kurzen Vorstellungen werden Zaubereien und Kuriositäten präsentiert. Berühmt wurde der Schichtl durch die Enthauptung einer lebendigen Person mittels Guillotine, die (mit einem der Zuschauer als Enthauptungsopfer) bis heute aufgeführt wird. Bisher wurden so mehr als 9000 Zuschauer „enthauptet“. Der Spruch „Auf geht’s beim Schichtl“ ist zumindest im Münchner Raum noch immer allgemein bekannt. Charakteristisch ist die den Vorstellungen vorausgehende humorvolle, öffentliche Beschimpfung des an dem Zelt vorbeigehenden Publikums auf einer Bühne vor dem Eingang. Ein Ansager in kurzer Lederhose und ordensgeschmückter Offiziersjacke mit Leopardenfell neckt das Publikum in bairischer Mundart und wirbt neue Besucher für die jeweils nächste Vorstellung.

### Pitts Todeswand
Pitts Todeswand besteht aus einer großen, hölzernen zylindrischen Steilwand von etwa zwölf Metern Durchmesser und acht Metern Höhe. An ihrer Innenwand rasen Motorradfahrer, nur durch die Fliehkraft gehalten, bis dicht an die Oberkante, an der die Zuschauer stehen. Dabei vollführen sie allerlei akrobatische Kunststücke. Das Unternehmen ist seit 1932 auf dem Oktoberfest und aus dieser Zeit stammen auch die Motorräder.

### Moderne Fahrgeschäfte

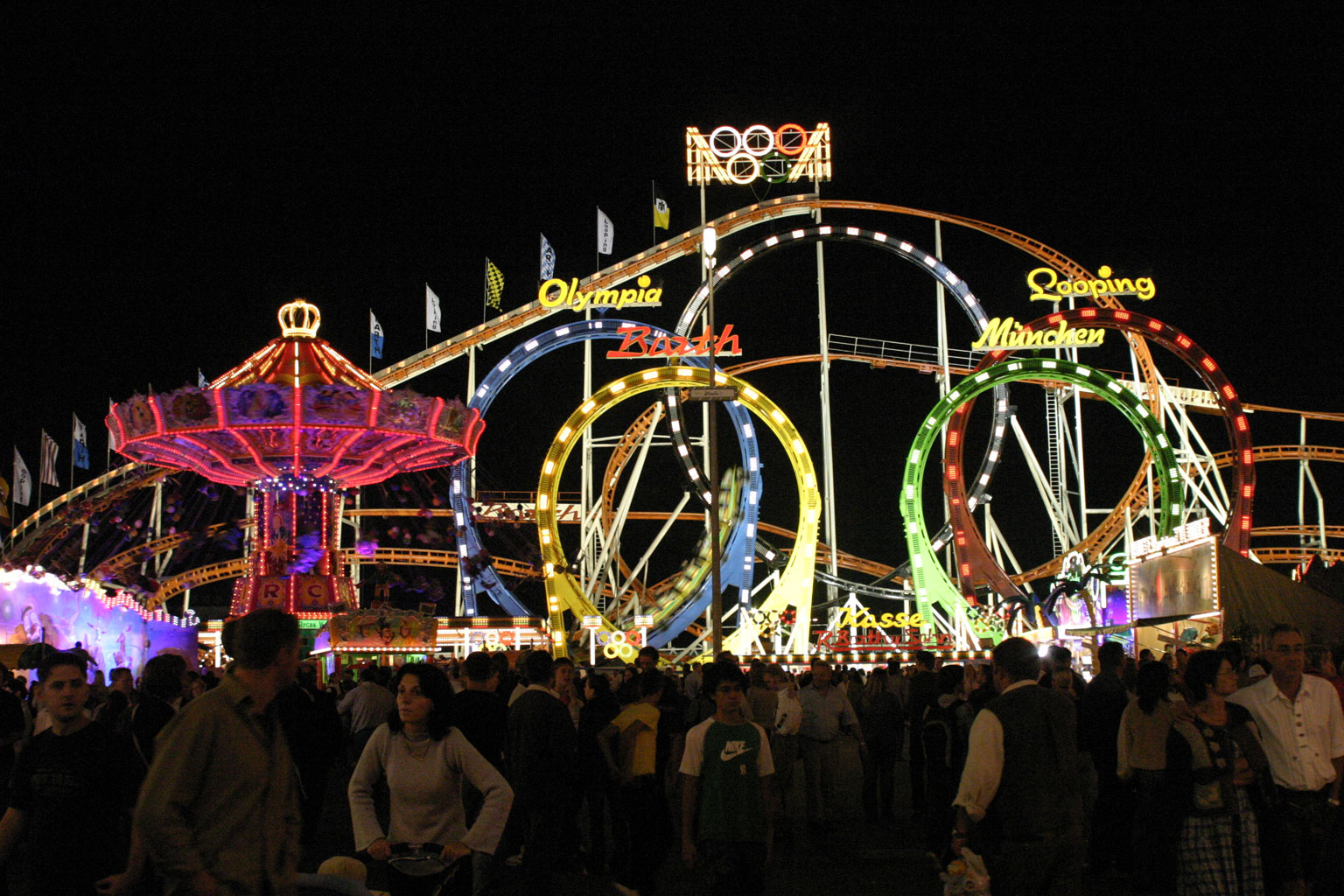
Olympia Looping bei Nacht

Zu den moderneren Fahrgeschäften zählen Rund-, Hochfahr- und Laufgeschäfte, eine Wildwasserbahn sowie mehrere Achterbahnen, darunter der Olympia Looping, die größte mobile Achterbahn der Welt mit fünf Loopings.

## Daten

### Veranstaltungszeiträume und Öffnungszeiten
Aufgrund des oft kühlen Wetters im Oktober beginnt das Oktoberfest seit 1872 schon im September. Eröffnet wird seither am Samstag nach dem 15. September, Ende des Festes ist traditionell der erste Sonntag im Oktober. Seit 1994 wird das Oktoberfest regulär um einen Tag verlängert, wenn der Tag der Deutschen Einheit am 3. Oktober auf einen Montag fällt. Einer Verlängerung um zwei Tage, wenn der 3. Oktober ein Dienstag ist, muss der Stadtrat jeweils einzeln im Vorjahr zustimmen. Damit dauert das Fest mindestens 16 und höchstens 18 Tage. 2010 wurde aufgrund des zweihundertjährigen Jubiläums ein zusätzlicher Montag angehängt.
| Jahr | Termin               | Besonderheiten                                                                                | Besucher |
| ---- | -------------------- | --------------------------------------------------------------------------------------------- | -------- |
| 2000 | 16. Sep. bis 3. Okt. | Kleine Wiesn mit ZLF a; zwei Tage länger b (Dienstag) = 18 Tage                               | 6,9 Mio. |
| 2001 | 22. Sep. bis 7. Okt. |                                                                                               | 5,5 Mio. |
| 2002 | 21. Sep. bis 6. Okt. |                                                                                               | 5,9 Mio. |
| 2003 | 20. Sep. bis 5. Okt. |                                                                                               | 6,3 Mio. |
| 2004 | 18. Sep. bis 3. Okt. | Mit ZLF a                                                                                     | 5,9 Mio. |
| 2005 | 17. Sep. bis 3. Okt. | Große Wiesn; einen Tag länger b (Montag) = 17 Tage                                            | 6,1 Mio. |
| 2006 | 16. Sep. bis 3. Okt. | Große Wiesn; zwei Tage länger b (Dienstag) = 18 Tage                                          | 6,5 Mio. |
| 2007 | 22. Sep. bis 7. Okt. |                                                                                               | 6,2 Mio. |
| 2008 | 20. Sep. bis 5. Okt. | 175. Oktoberfest; mit ZLF a                                                                   | 6,0 Mio. |
| 2009 | 19. Sep. bis 4. Okt. |                                                                                               | 5,7 Mio. |
| 2010 | 18. Sep. bis 4. Okt. | 200 Jahre Oktoberfest; zusätzlich drei Hektar Historische Wiesn; einen Tag länger c = 17 Tage | 6,4 Mio. |
| 2011 | 17. Sep. bis 3. Okt. | erneut mit Oider Wiesn (vormals Historische Wiesn); einen Tag länger b (Montag) = 17 Tage     | 6,9 Mio. |
| 2012 | 22. Sep. bis 7. Okt. | ohne Oide Wiesn, dafür mit ZLF a (125. ZLF)                                                   | 6,4 Mio. |
| 2013 | 21. Sep. bis 6. Okt. | mit Oider Wiesn                                                                               | 6,4 Mio. |
| 2014 | 20. Sep. bis 5. Okt. | mit Oider Wiesn                                                                               | 6,3 Mio. |
| 2015 | 19. Sep. bis 4. Okt. | mit Oider Wiesn                                                                               | 5,9 Mio. |
| 2016 | 17. Sep. bis 3. Okt. | ohne Oide Wiesn, dafür mit ZLF a (126. ZLF); einen Tag länger b (Montag) = 17 Tage            | 5,6 Mio. |
| 2017 | 16. Sep. bis 3. Okt. | mit Oider Wiesn; zwei Tage länger b (Dienstag) = 18 Tage                                      | 6,2 Mio. |
| 2018 | 22. Sep. bis 7. Okt. | mit Oider Wiesn                                                                               | 6,3 Mio. |
| 2019 | 21. Sep. bis 6. Okt. | mit Oider Wiesn                                                                               | 6,3 Mio. |
| 2020 | abgesagt             | geplant von 19. Sep. bis 4. Okt ohne Oide Wiesn, dafür mit ZLF a, am 21. April 2020 abgesagt. | –        |
| 2021 | abgesagt             | geplant von 18. Sep. bis 3. Okt mit Oider Wiesn, am 3. Mai 2021 abgesagt.                     | –        |
| 2022 | 17. Sep. bis 3. Okt. | mit Oider Wiesn; einen Tag länger b (Montag) = 17 Tage                                        | 5,7 Mio. |
| 2023 | 16. Sep. bis 3. Okt. | mit Oider Wiesn; zwei Tage länger b (Dienstag) = 18 Tage                                      | 7,2 Mio. |
| 2024 | 21. Sep. bis 6. Okt. | mit Oider Wiesn, turnusgemäßes ZLF a entfällt                                                 | 6,7 Mio. |
| 2025 | 20. Sep. bis 5. Okt. | mit Oider Wiesn                                                                               |          |

Die Festzelte öffnen am ersten Tag (immer samstags) bereits um 09:00 Uhr, Bier wird allerdings erst ab 12:00 Uhr nach dem ersten Anstich verkauft. Unter der Woche sind die Zelte von 10:00 Uhr bis 23:30 Uhr, an Samstag, Sonn- und Feiertagen von 09:00 Uhr bis 23:30 Uhr geöffnet. Der Bierausschank endet um 22:30 Uhr (jedoch Käfer Wiesn-Schänke und Kufflers Weinzelt 1:00 Uhr, letzter Ausschank ist dort um 0:30 Uhr.).
Die Verkaufsstände und Fahrgeschäfte öffnen in der Regel um 10:00 Uhr und schließen um 23:30 Uhr, an den Samstagen um 24:00 Uhr.
Die Oide Wiesn öffnet täglich von 10:00 bis 23:00 Uhr, letzter Einlass ist um 21:00 Uhr; die Ausschankzeiten sind täglich 10:00 bis 21:30 Uhr.

### Statistik

Besucherzahlen und Bierkonsum (absolut und relativ) seit 1980

#### Rahmenbedingungen
Die Theresienwiese ist 42 Hektar groß. Die Fläche des Festgeländes beträgt 31 Hektar (26 Hektar bei der Kleinen Wiesn), jene der Oidn Wiesn 3,5 Hektar.

#### Besucher

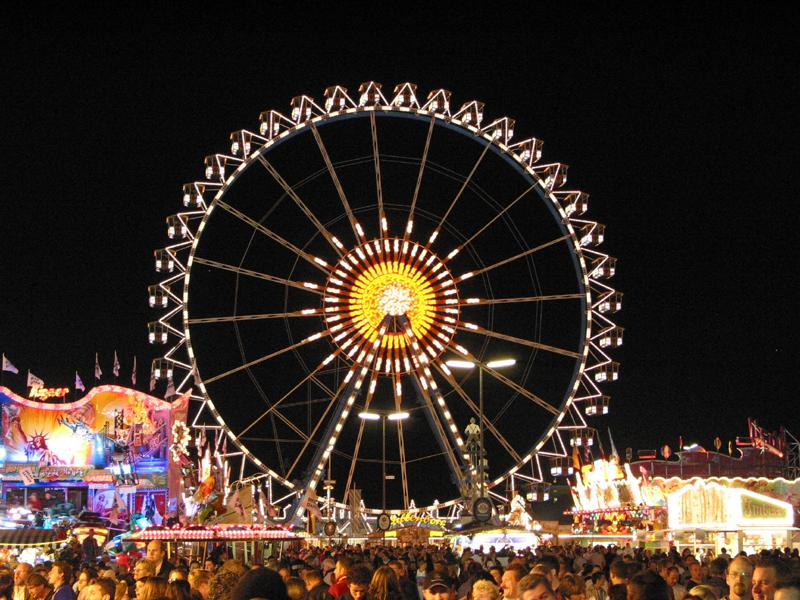
Oktoberfest abends im Jahre 2003

Die durchschnittliche Besucherzahl beträgt jährlich etwas mehr als sechs Millionen (2019: 6,3 Millionen). Den bisherigen Besucherrekord stellte die Jubiläumswiesn 1985 mit 7,1 Millionen Besuchern auf. Von zehn Besuchern kommen statistisch sechs aus München und dem Umland, einer aus dem übrigen Bayern, einer aus dem übrigen Deutschland und zwei aus dem Ausland. Für 100.000 Personen stehen Sitzplätze zur Verfügung. Jährlich arbeiten etwa 12.000 Personen auf der Wiesn, davon sind 1.600 Kellner. 2019 wurden 7,3 Millionen Maß Bier verkauft. Der Stromverbrauch lag bei 2,84 Millionen Kilowattstunden, der Wasserverbrauch bei 105.000 Kubikmetern.
Die Stadt München erzielte als Veranstalterin 2009 direkte Einnahmen von den Wirten und Schaustellern in Höhe von 3,85 Millionen Euro, diesen standen Kosten in Höhe von 4,2 Millionen Euro gegenüber.
Während der zwei Wochen der Veranstaltung gaben 2018 die 6,3 Millionen Besucher 1,2 Milliarden Euro aus.
2009 waren es ebenfalls sechs Millionen Besucher; diese gaben rund 830 Millionen Euro in der Stadt aus. Gegenüber dem Zeitraum vor der Rezession entsprach das einem Rückgang um 120 Millionen Euro. Nach Angaben des Münchner Wirtschaftsreferats gab der durchschnittliche Besucher 2009 bei jedem Besuch 54 Euro aus. Die Besucher verzehrten eine halbe Million Hendl und 25 Tonnen Fisch, der Bierverbrauch lag bei 6,6 Millionen Maß. Im Jahr 2014 wurden 65.000 Hektoliter Bier ausgeschenkt.

#### Preisentwicklung
In den Jahren 2009 und 2010 veröffentlichte die Bank Unicredit/HVB eine Studie zur Preisentwicklung auf dem Oktoberfest im Zeitraum seit 1985. Ausgehend von der angenommenen Berechnungsgrundlage, dem „Wiesnbesucherpreisindex (WBPI)“ (Kosten für zwei Maß Bier, ein halbes Hendl und Hin- und Rückfahrt mit öffentlichen Nahverkehrsmitteln) kommt die Studie zu einem Anstieg des Preisindexes von 140 Prozent bis zum Jahr 2009 und 152 Prozent bis zum Jahr 2010.
Die Steigerung der Kosten für den zugrundegelegten Wiesnbesuch ist fast doppelt so hoch wie die allgemeine nationale Inflation. Am stärksten stieg der Bierpreis; mit etwa vier Prozent jährlich mehr als doppelt so schnell wie außerhalb des Volksfestes. Die Autoren der Studie kamen aufgrund der ihnen vorliegenden Fakten zu dem Schluss, das Oktoberfest sei eine Sonderwirtschaftszone.
Nach einer Untersuchung der Landeshauptstadt München lagen die Bierpreise anderer gastronomischer Großbetriebe im Raum München 2010 zwischen 6,60 und 8,40 Euro für eine Maß. In vergleichbaren Zelten auf dem nahegelegenen Rosenheimer Herbstfest kostete 2010 die Maß Bier 7,40 Euro, nachdem ihr Preis in den Jahren 2007 bis 2009 durchschnittlich 6,80 Euro betragen hatte. Von 2009 bis 2010 stieg der WBPI um 3,4 Prozent und lag damit erneut deutlich über der Inflationsentwicklung in Deutschland.
Während sich der Benzinpreis für einen Liter Super-Benzin zwischen 1950 und 2010 um 347 Prozent steigerte, betrug im gleichen Zeitraum die Steigerung des Bierpreises auf dem Oktoberfest 942 Prozent.
| Gastronomische Einrichtung                              | 2001 | 2002       | 2003    | 2004    | 2005    | 2006    | 2007    | 2008    | 2009    | 2010   |
| ------------------------------------------------------- | ---- | ---------- | ------- | ------- | ------- | ------- | ------- | ------- | ------- | ------ |
| Ammer                                                   | 6,54 | 6,80       | 6,80    | 6,80    | 7,20    | 7,40    | 7,80    | 8,10    | 8,30    | 8,40   |
| Armbrustschützen                                        | 6,49 | 6,75       | 6,75    | 7,00    | 7,20    | 7,45    | 7,80    | 8,20    | 8,55    | 8,75   |
| Augustiner Festhalle                                    | 6,39 | 6,65       | 6,65    | 6,95    | 7,10    | 7,35    | 7,80    | 8,20    | 8,50    | 8,70   |
| Bräurosl-Festhalle                                      | 6,39 | 6,70       | 6,70    | 6,95    | 7,15    | 7,40    | 7,85    | 8,25    | 8,55    | 8,80   |
| Fischer-Vroni                                           | 6,49 | 6,80       | 6,80    | 6,95    | 7,10    | 7,40    | 7,80    | 8,25    | 8,60    | 8,90   |
| Fisch-Bäda                                              | –    | –          | –       | –       | –       | –       | –       | –       | –       | –      |
| Glöckle Wirt                                            | 6,29 | 6,70       | 6,70    | 6,95    | 7,05    | 7,40    | 7,80    | 8,10    | 8,40    | 8,70   |
| Goldener Hahn                                           | –    | –          | –       | –       | –       | –       | –       | –       | –       | –      |
| Hacker Festhalle                                        | 6,54 | 6,80       | 6,80    | 7,10    | 7,10    | 7,40    | 7,90    | 8,30    | 8,60    | 8,80   |
| Heilmaier, Hendlbraterei                                | 6,29 | 6,60       | 6,60    | 6,85    | 6,95    | 7,20    | 7,50    | 7,90    | 8,10    | 8,40   |
| Heimer, Entenbraterei                                   | 6,29 | 6,45       | 6,65    | 6,85    | 7,00    | 7,20    | 7,60    | 8,00    | 8,30    | 8,60   |
| Hippodrom                                               | 6,54 | 6,70       | 6,70    | 7,00    | 7,20    | 7,50    | 7,90    | 8,30    | 8,60    | 8,80   |
| Hochreiter Haxnbraterei                                 | 6,39 | 6,55       | 6,60    | 6,80    | 6,90    | 7,20    | 7,60    | 7,90    | 8,40    | 8,40   |
| Hochreiter, Zur Bratwurst                               | –    | –          | –       | –       | –       | –       | 7,80    | 8,10    | 8,60    | 8,60   |
| Hofbräuhaus-Festzelt                                    | 6,47 | 6,75       | 6,75    | 6,95    | 7,10    | 7,40    | 7,85    | 8,25    | 8,55    | 8,80   |
| Käfer Wiesn Schänke                                     | 6,54 | 6,80       | 6,80    | 7,10    | 7,10    | 7,45    | 7,90    | 8,30    | 8,60    | 8,80   |
| Kalbskuchl                                              | –    | –          | –       | –       | –       | –       | 7,90    | 8,30    | 8,40    | –      |
| Löwenbräu Festhalle                                     | 6,49 | 6,80       | 6,80    | 7,10    | 7,25    | 7,45    | 7,90    | 8,30    | 8,60    | 8,85   |
| Nürnberger Bratwurst Glöckl                             | 6,34 | 6,60       | 6,60    | 6,90    | 7,10    | –       | –       | –       | –       | –      |
| Münchner Knödelei                                       | –    | 6,50 (neu) | 6,60    | –       | 6,95    | 7,20    | 7,70    | 8,50    | 8,60    | 8,90   |
| Ochsenbraterei/Spatenbräu Festhalle                     | 6,47 | 6,75       | 6,75    | 7,10    | 7,10    | 7,40    | 7,85    | 8,25    | 8,60    | 8,75   |
| Paulaner-Festhalle (Winzerer Fähndl)                    | 6,44 | 6,70       | 6,70    | 6,95    | 7,10    | 7,40    | 7,85    | 8,25    | 8,60    | 8,80   |
| Poschner                                                | 6,24 | 6,50       | 6,50    | 6,80    | 6,90    | 7,20    | 7,50    | 8,10    | 8,20    | 8,40   |
| Schauer (Wirtshaus Schichtl)                            | –    | –          | –       | –       | –       | –       | –       | 7,95    | 8,20    | –      |
| Schottenhamel                                           | 6,49 | 6,80       | 6,80    | 7,10    | 7,25    | 7,45    | 7,90    | 8,30    | 8,60    | 8,80   |
| Schützen-Festhalle                                      | 6,49 | 6,75       | 6,75    | 7,05    | 7,20    | 7,50    | 7,90    | 8,30    | 8,30    | 8,80   |
| Sieber                                                  | 5,98 | 6,30       | 6,40    | 6,90    | 7,05    | 7,30    | 7,70    | –       | –       | –      |
| Vinzenz Murr                                            | –    | –          | –       | 6,75    | 6,95    | 7,20    | 7,50    | –       | –       | 8,80   |
| Wienerwald                                              | 6,08 | 6,30       | 6,30    | 6,65    | 6,80    | 6,95    | 7,30    | –       | –       | –      |
| Wildmoser Hühner- und Entenbraterei                     | 5,98 | 6,50       | 6,50    | 6,70    | 6,90    | 7,20    | 7,50    | 7,95    | 8,30    | 8,50   |
| Zum Stiftl                                              | –    | –          | –       | –       | –       | –       | –       | 7,80    | 8,25    | 8,70   |
| Durchschnittlicher prozentualer Unterschied zum Vorjahr | –    | +4,2 %     | +0,42 % | +4,16 % | +2,03 % | +3,73 % | +5,57 % | +5,12 % | +3,81 % | +2,5 % |

| Gastronomische Einrichtung                              | 2011   | 2012   | 2013   | 2014   | 2015    | 2016    | 2017    | 2018    | 2019    | 2022     | 2023    | 2024    |
| ------------------------------------------------------- | ------ | ------ | ------ | ------ | ------- | ------- | ------- | ------- | ------- | -------- | ------- | ------- |
| Ammer                                                   | 8,90   | 9,20   | 9,40   | 09,80  | 10,20   | 10,60   | 10,80   | 10,80   | 11,50   | 12,80    | 13,60   | 14,10   |
| Armbrustschützen                                        | 9,00   | 9,35   | 9,85   | 10,05  | 10,25   | 10,55   | 10,85   | 11,40   | 11,70   | 13,50    | 14,40   | 14,95   |
| Augustiner Festhalle                                    | 8,95   | 9,30   | 9,60   | 09,80  | 10,10   | 10,40   | 10,70   | 11,10   | 11,40   | 12,80    | 13,50   | 14,10   |
| Bräurosl-Festhalle                                      | 9,10   | 9,40   | 9,80   | 09,95  | 10,30   | 10,60   | 10,90   | 11,40   | 11,80   | 13,40    | 14,30   | 15,10   |
| Fischer-Vroni                                           | 9,10   | 9,50   | 9,80   | 10,00  | 10,30   | 10,60   | 10,95   | 11,35   | 11,70   | 12,90    | 13,70   | 14,70   |
| Fisch-Bäda                                              | –      | –      | 9,50   | 09,85  | 10,30   | k. A.   | 10,80   | 11,10   | 11,40   | 13,70    | 14,50   | 14,90   |
| Glöckle Wirt                                            | 8,95   | 9,35   | 9,70   | 09,85  | 10,20   | 10,50   | 10,90   | 11,20   | 11,50   | 13,70    | 14,50   | 14,90   |
| Goldener Hahn                                           | –      | –      | –      | –      | 10,20   | 10,50   | 10,90   | 11,40   | 11,70   | 13,70    | 14,50   | 14,90   |
| Hacker Festhalle                                        | 9,10   | 9,40   | 9,80   | 09,95  | 10,30   | 10,60   | 10,90   | 11,40   | 11,80   | 13,40    | 14,40   | 15,10   |
| Heilmaier, Hendlbraterei                                | 8,80   | 9,20   | –      | –      | –       | –       | 10,80   | 10,95   | –       | –        |         |         |
| Heimer, Entenbraterei                                   | 8,90   | 9,20   | 9,50   | 09,70  | 10,10   | k. A.   | 10,70   | 10,90   | –       | 13,40    |         |         |
| Hippodrom                                               | 9,10   | 9,40   | –      | –      | –       | –       | –       | –       | –       | –        |         |         |
| Hochreiter Haxnbraterei                                 | 8,80   | 9,10   | 9,50   | 09,90  | 10,10   | 10,40   | 10,70   | 11,05   | 11,35   | 13,50    | 14,30   | 14,90   |
| Hochreiter, Zur Bratwurst                               | 8,90   | 9,30   | 9,70   | 10,10  | 10,40   | 10,70   | 10,85   | 11,40   | 11,70   | 12,90    | 13,70   | 14,40   |
| Hofbräuhaus-Festzelt                                    | 8,95   | 9,35   | 9,75   | 09,95  | 10,30   | 10,60   | 10,90   | 11,40   | 11,70   | 13,60    | 14,50   | 14,95   |
| Käfer Wiesn Schänke                                     | 9,10   | 9,50   | 9,80   | 10,00  | 10,30   | 10,60   | 10,90   | 11,50   | 11,80   | 13,70    | 14,50   | 14,90   |
| Kalbskuchl                                              | 8,90   | 9,20   | –      | –      | –       | –       | –       | –       | –       | –        |         |         |
| Kalbsbraterei                                           | –      | –      | –      | 09,80  | 10,20   | 10,45   | 10,80   | 11,30   | 11,65   | 13,70    | 14,50   | 14,90   |
| Löwenbräu Festhalle                                     | 9,20   | 9,50   | 9,85   | 10,10  | 10,35   | 10,60   | 10,80   | 11,50   | 11,80   | 13,60    | 14,50   | 15,00   |
| Marstall                                                | –      | –      | –      | 09,95  | 10,30   | 10,60   | 10,90   | 11,50   | 11,80   | 13,70    | 14,50   | 15,00   |
| Münchner Knödelei                                       | –      | –      | 9,70   | 09,90  | 10,10   | k. A.   | 10,80   | 10,90   | 11,30   | 13,50    | 14,30   | 14,90   |
| Ochsenbraterei/Spatenbräu Festhalle                     | 8,95   | 9,20   | 9,70   | 09,90  | 10,20   | 10,45   | 10,70   | 11,20   | 11,50   | 13,50    | 14,50   | 14,90   |
| Paulaner-Festhalle (Winzerer Fähndl)                    | 9,10   | 9,40   | 9,80   | 09,95  | 10,30   | 10,60   | 10,95   | 11,50   | 11,80   | 13,50    | 14,50   | 15,10   |
| Poschner                                                | 8,95   | 9,20   | 9,60   | 09,90  | –       | –       | 10,90   | 11,50   | 11,80   | 13,80    | 14,30   | 14,90   |
| Schauer (Wirtshaus Schichtl)                            | 8,90   | 9,20   | 9,60   | 09,90  | 10,10   | 10,40   | 10,70   | 10,70   | 11,40   | –        |         |         |
| Schottenhamel                                           | 9,20   | 9,50   | 9,85   | 10,10  | 10,25   | 10,55   | 10,95   | 11,45   | 11,75   | 13,60    | 14,50   | 14,95   |
| Schützen-Festhalle                                      | 9,20   | 9,50   | 9,80   | 10,05  | 10,30   | 10,60   | 10,90   | 11,40   | 11,80   | 13,70    | 14,50   | 14,90   |
| Velodrom                                                | –      | –      | –      | 09,80  | 10,10   | –       | –       | –       | –       | –        |         |         |
| Vinzenz Murr                                            | 8,90   | 9,20   | 9,40   | 09,80  | 10,00   | 10,60   | –       | 10,90   | 11,30   | 13,50    | 14,90   | 14,90   |
| Wildmoser Hühner- und Entenbraterei                     | 8,80   | 9,20   | 9,50   | 09,80  | 10,20   | 10,50   | –       | –       | –       | –        |         |         |
| Zum Stiftl                                              | 8,95   | 9,40   | 9,70   | 09,95  | 10,30   | 10,60   | 10,90   | 10,90   | 11,50   | –        |         |         |
| Durchschnittlicher prozentualer Unterschied zum Vorjahr | +3,8 % | +3,9 % | +3,6 % | +2,6 % | +3,17 % | +3,11 % | +2,55 % | +3,67 % | +3,11 % | +15,77 % | +6,12 % | +3,87 % |

Die jährlichen Ankündigungen von Preiserhöhungen sorgen in der örtlichen Presse jedes Jahr für intensive Diskussionen. Traditionell erwidern die Wirte stets, mit den Preissteigerungen lediglich die steigenden Kosten an die Bierkonsumenten weiterzugeben. Die Preiserhöhungen wirkten sich nicht auf den Bierkonsum aus. Dieser stieg von 0,68 Maß/Kopf 1981 auf 1,17 Maß/Kopf 2009 an. Ein weiteres Dauerthema ist das schlechte Einschenken. Einem „besonders geschickten“ Schankkellner gelang es, aus einem 200-Liter-Fass 289 Maß Bier einzuschenken. Gegen derartige Rekorde wendet sich der Verein gegen betrügerisches Einschenken. Er fordert regelmäßig, dass die offiziell zulässige Differenz zwischen einer Maß und einem Liter von höchstens 0,1 Liter, die sogenannte Toleranzgrenze des Kreisverwaltungsreferats München, beseitigt wird. Im September 2008 erklärte Vereinspräsident Jan-Ulrich Bittlinger, dass ein Maßkrug auf der Wiesn maximal 0,9 Liter Bier enthält. Die 1-Liter-Maß sei auf dem Oktoberfest nach wie vor so selten wie ein Sechser im Lotto. Die Schuld daran habe die Stadt München, da sie es den Wiesnwirten offiziell erlaube, die Gäste pro Maß um 0,1 Liter oder mehr als 0,80 Euro zu betrügen. Laut Bittlinger machen die Wirte dankbar Gebrauch von dieser Regelung. Bei einem Durchschnittspreis von 8 Euro pro Maß, 6 Mio. verkaufter Maß Bier in 16 Tagen und einer durchschnittlichen Füllmenge pro Maßkrug von nur 0,9 Liter entstehe so den Oktoberfestbesuchern ein Schaden von hochgerechnet 4,8 Millionen Euro. Der Verein testete 2008 am ersten Wiesn-Samstag 250 Maßkrüge in unterschiedlichen Zelten. Den Negativrekord erreichte dabei die Augustiner-Festhalle. Zwölf Maßkrüge enthielten weniger als 0,8 Liter Bier.
2009 erklärte der Verein, die Preise für eine Maß Weißbier zwischen 9,00 Euro und 13,60 Euro seien „Gier pur“ und schadeten dem Volksfestcharakter des Oktoberfestes. Wie die für die Angemessenheitsprüfung zuständige Stadt München 13,60 Euro als angemessen für eine Maß Bier bezeichnen kann, sei schleierhaft. Auf dem Oktoberfest 2015 kostete die Maß Bier durchschnittlich 10,22 Euro und war damit zum ersten Mal nicht mehr unter 10 Euro zu haben.

#### Umsatz eines Festzeltes
Über den Umsatz der Festzelte und den Gewinn der Wiesnwirte gab es lange Zeit nur Spekulationen. 2014 kam im Rahmen eines Prozesses wegen Steuerbetruges gegen den bekannten Wirt Sepp Krätz heraus, dass dessen Zelt Hippodrom im Jahr 2012 3,3 Millionen Euro Umsatz machte. Nach Abzug aller Ausgaben blieb ein Nettogewinn von 1,5 Millionen Euro übrig. Da das Hippodrom ein relativ kleines Zelt war, wird vermutet, dass die größeren Festzeltbetreiber einen noch höheren Gewinn machen.

#### Bewerber
Für das Oktoberfest 2019 haben sich 1.067 Standbetreiber beworben, wovon 551 zugelassen wurden (51,6 %). 231 Betreiber waren im Warenverkauf tätig, 167 als Schausteller und 146 als Gastronomiebetrieb, davon 17 Großzelte und 21 Mittelbetriebe, und sieben als Servicebetrieb.

## Informationen

### Sicherheit auf der Wiesn

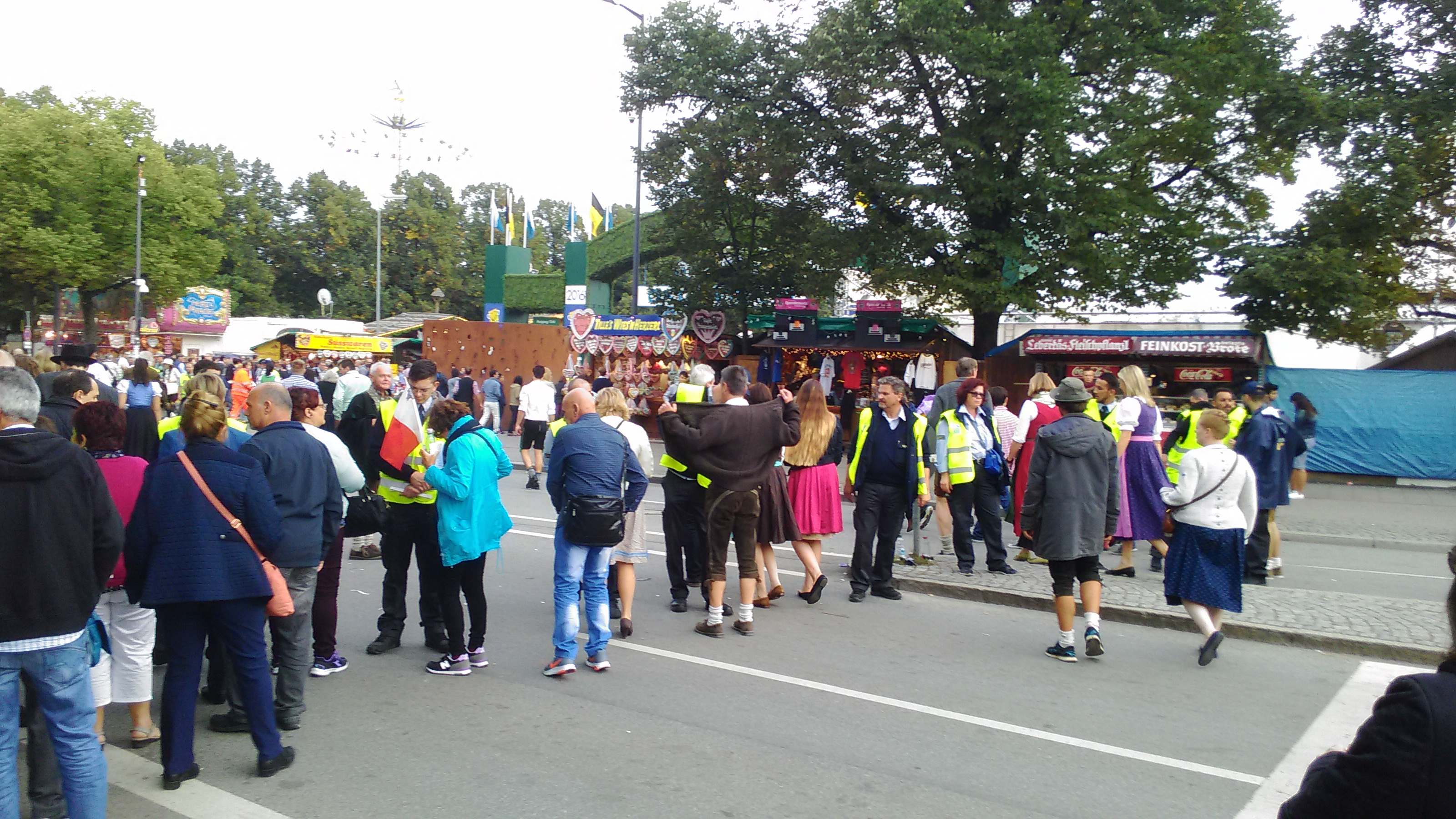
Personen- und Taschenkontrollen (2016)

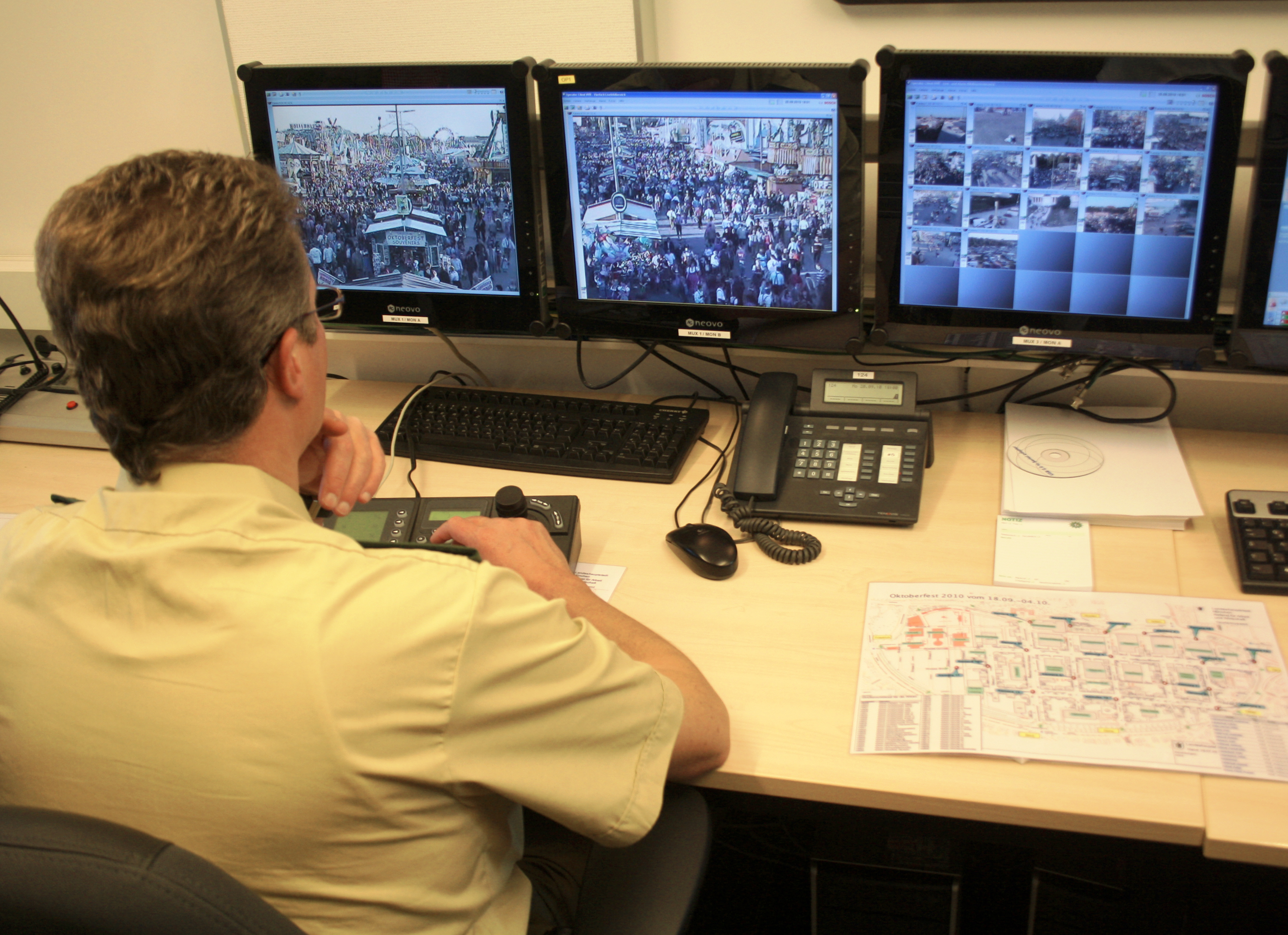
Videoüberwachung durch die Polizei (2010)

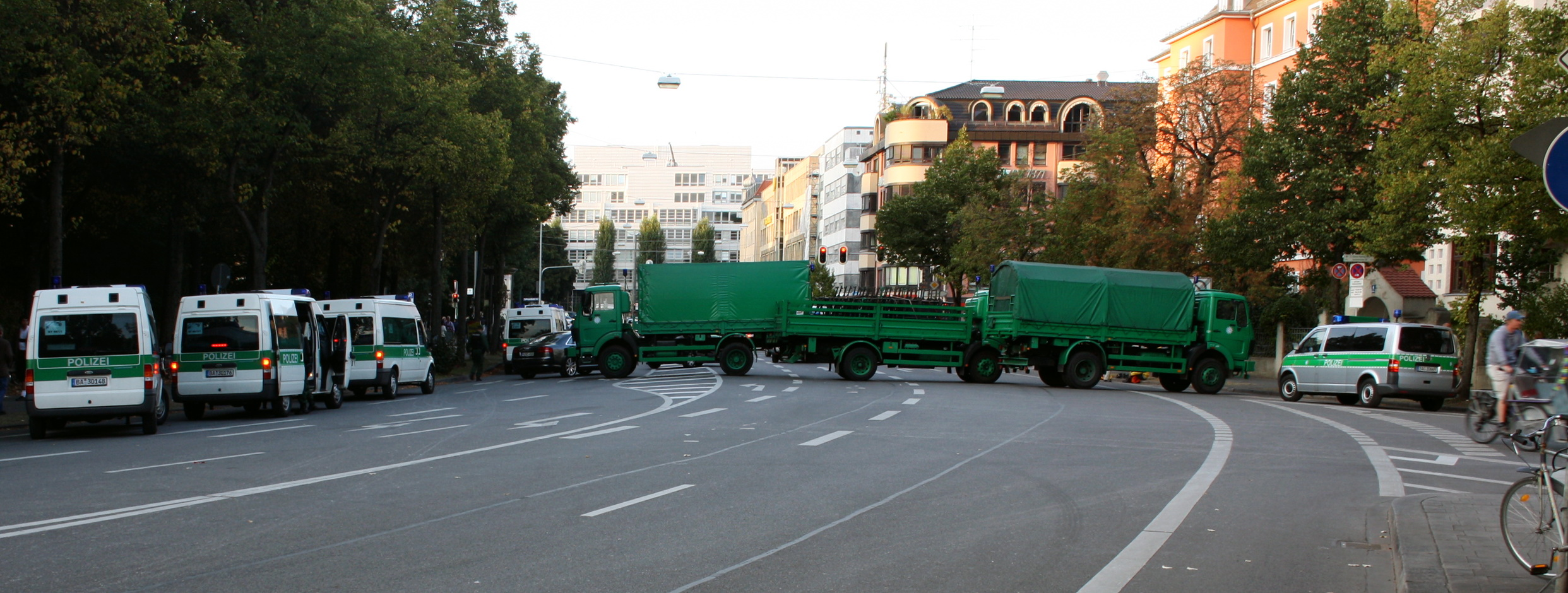
Zufahrtskontrolle 2009

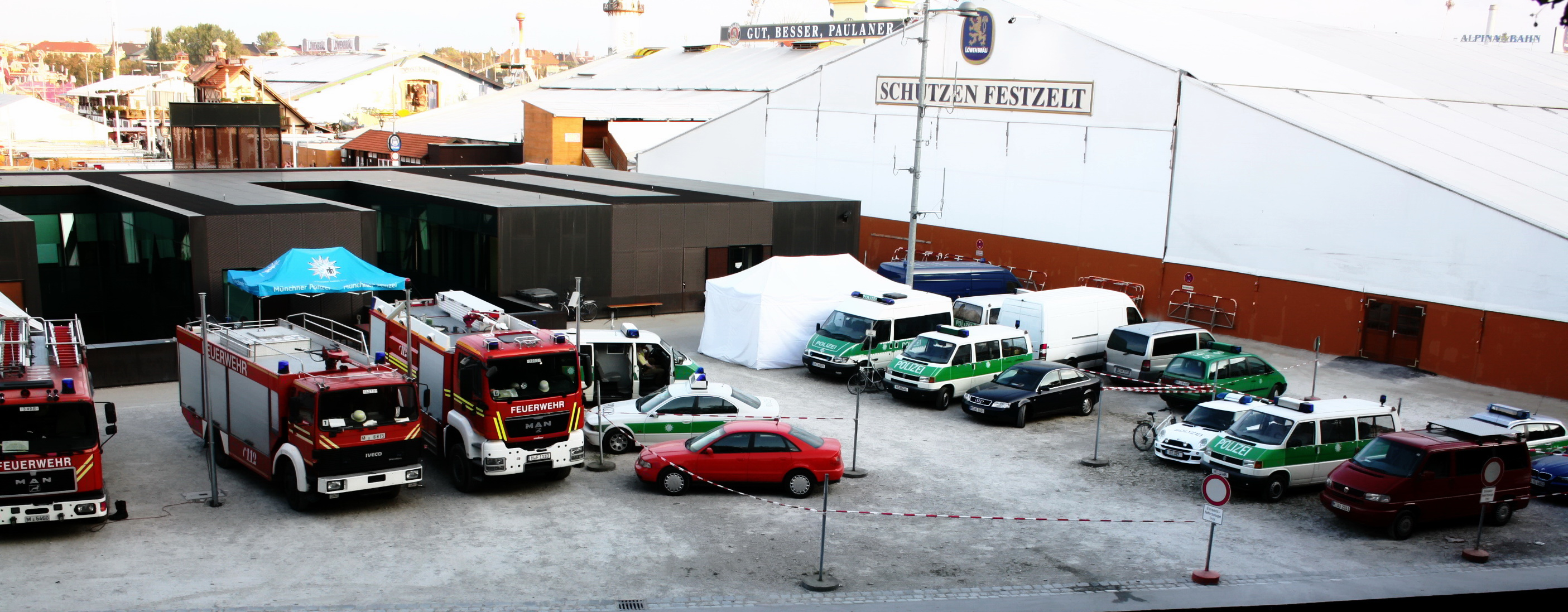
Behördenhof (2009)

Die öffentliche Sicherheit wird bei der Veranstaltung ernst genommen. Seit den 1960er Jahren wird beispielsweise durch Sprengstoffspürhunde der Landespolizei täglich eine morgendliche Kontrolle aller Gebäude auf Explosivstoffe durchgeführt.
2004 wurde der Behördenhof nahe dem Bavariaring eingerichtet, in dem die Polizei, die Berufsfeuerwehr München, der Sanitätsdienst und das Kreisverwaltungsreferat stationiert sind. Für das Oktoberfest wird eine eigene Polizeiinspektion aufgestellt, die unter der Notrufnummer 500 32 20 zu erreichen ist. Auf Grund der zahlreichen italienischen Wiesnbesucher sind seit 2005 Polizeibeamte der italienischen Polizei aus Bozen vor Ort. Das Bayerische Rote Kreuz war seit Jahrzehnten für den Sanitätsdienst auf der Wiesn zuständig, wurde allerdings 2018 nach insgesamt 133 Jahren von der Aicher Ambulanz Union abgelöst, da diese den Veranstaltern das wirtschaftlichere Angebot unterbreiten konnte. Von den 1940er bis in die 1990er Jahre war das American Red Cross vertreten. Im Auftrag der Münchner Verkehrsgesellschaft gibt es eine zusätzliche Absicherung der U-Bahn-Station Theresienwiese durch die Johanniter-Unfall-Hilfe. Im Behördenhof stehen ein Notarzteinsatzfahrzeug und eine voll ausgestattete Krankenstation mit einem kleinen OP-Raum zur Verfügung. Um in dem Gedränge einigermaßen zügig voranzukommen, hat sich der Einsatz von Schiebetragen mit Sichtschutzplanen bewährt. Die Vorhaltung im öffentlichen Rettungsdienst wird während der Zeit des Oktoberfests erhöht, der Leitstelle stehen zusätzliche Rettungsfahrzeuge zur Verfügung.
Seit 2010 gilt, als „Maßnahme zur allgemeinen Sicherheit“, ein generelles Hunde- und Tierverbot. Seitdem dürfen die typischen Münchner Zamperl die Festwiese nicht mehr betreten. 2012 wurde aufgrund vermehrt auftretender Schnittverletzungen ein Glasflaschenverbot erlassen.
Das Sicherheitskonzept wurde im Laufe der Jahrzehnte immer wieder angepasst. Nach dem Bombenanschlag 1980 wurde der Haupteingang der Wiesn 1981 umgestaltet. 2008 wurde die Theresienwiese erstmals während des Aufbaus des Oktoberfestes für die Öffentlichkeit gesperrt. 2009 kam es zu weiträumigen Absperrungen und Zufahrtskontrollen während des Festes. Hintergrund dafür war die Androhung von Anschlägen durch Islamisten. 2010 wurde ein erweitertes Sicherheitskonzept umgesetzt. Es sieht unter anderem drei Sperr-Ringe um die Theresienwiese, Zugangskontrollen und ein Flugverbot über der Festwiese vor. Zudem wurden im Jubiläumsjahr 2010 im Rahmen des erweiterten Sicherheitskonzepts erstmals 52 je zwei Meter hohe Beton-Litfaßsäulen an den Zufahrten und Zugängen zur Festwiese aufgestellt, um ein Szenario zu verhindern, nach dem Attentäter versuchen könnten, mit Sprengstoff beladene Fahrzeuge auf die Theresienwiese zu fahren. 2011 wurden an allen Zufahrten und Zugängen zur Theresienwiese mit großem Aufwand 170 teils fest verankerte, teils versenkbare Sicherheitspoller eingebaut, die künftig den gewaltsamen Zugang zum Festgelände mit Fahrzeugen verhindern sollen. Der Bavariaring ist gesperrt, um im Ernstfall Platz zu gewinnen, und damit die Sicherheitskräfte besser agieren können. Die Polizei kann bei Massenandrang kurzfristig durch Rundfunkmeldungen die Besucherströme umleiten oder U- oder S-Bahn-Stationen schließen. Im Jahr 2014 verzeichnete die Polizei 2.205 Einsätze.
Seit 2016 gibt es erstmals aufgrund der erhöhten Terrorgefahr ein grundsätzliches Rucksack- und Taschenverbot sowie einen zwei Meter hohen Sicherheitszaun um das Festgelände. Im Jahr 2016 waren 450 Ordner im Einsatz, knapp doppelt so viele wie im Vorjahr. Um die Zahl der Diebstähle, Schlägereien und sexuellen Übergriffe rund um die Wiesn zu senken, wurden die Maßnahmen zum Schutz der Besucher erweitert. So startete zum Beispiel 2003 die Aktion „Sichere Wiesn für Mädchen und Frauen“, bei der ein Safe Space für Frauen und Mädchen geschaffen wurde. Die Betreiber des Teufelsrads trafen 2024 Vorkehrungen gegen das Upskirting und stellten außerdem Radlerhosen zur Verfügung, die unter dem Dirndl getragen werden können.
Technische Unfälle sind in der Geschichte des Oktoberfestes selten. Die Fahrgeschäfte werden im Vorfeld intensiv geprüft. Die Aufgabe der technischen Prüfung übernimmt traditionell die Abteilung „Seilbahnen und fliegende Bauten“ des heutigen TÜV Süd. Dennoch ereignete sich am 30. September 1996 auf der Euro-Star-Achterbahn ein Auffahrunfall, bei dem es 30 Verletzte gab. Ursache war der unbemerkt gebliebene Verschleiß der Sicherheitsbremse des auffahrenden Zuges. Die Münchner Staatsanwaltschaft leitete damals ein Verfahren wegen fahrlässiger Körperverletzung gegen einen Ingenieur des TÜV München ein, das aber eingestellt wurde.

### Energieversorgung

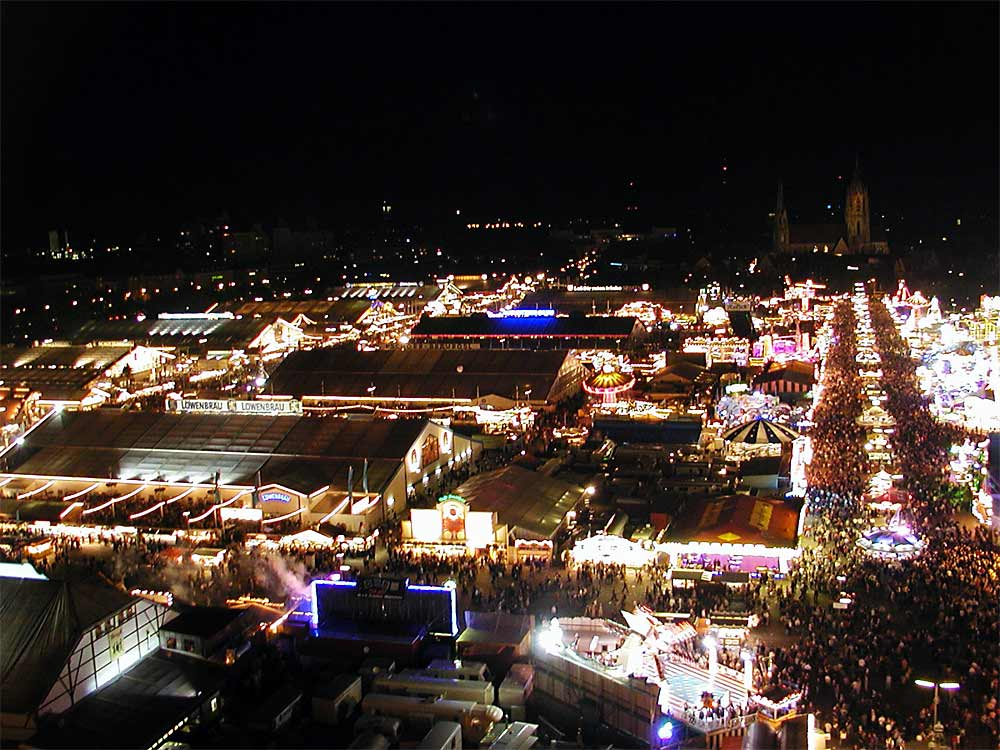
Oktoberfest 2003 bei Nacht gesehen vom Riesenrad

43 Kilometer Kabel versorgen die Wiesn über 18 zum Teil unterirdische Transformatorenstationen mit elektrischer Energie. Der Energieverbrauch des Oktoberfests beträgt rund drei Millionen Kilowattstunden (ohne Auf- und Abbau). Das entspricht in etwa 13 % des Strombedarfs in München. Ein großes Festzelt benötigt durchschnittlich eine Leistung von 400 Kilowatt, größere Fahrgeschäfte 300 Kilowatt. Zur Versorgung der Zelte mit Erdgas wurde ein vier Kilometer langes Netz aus Gasleitungen verlegt. Der Gasverbrauch beläuft sich auf 180.000 Kubikmeter für den Küchenbetrieb und 20.000 Kubikmeter zum Beheizen der Biergärten. Die meisten Festzelte und Fahrgeschäfte (2007: 61 %) beziehen den von den Stadtwerken München angebotenen Öko-Strom.
Da selbst ein kurzzeitiger Stromausfall zu einer Massenpanik führen könnte, wurde die gesamte Stromversorgung zweifach angelegt und wird separat gespeist. Sogar die Lampen der einzelnen Festzelte werden so von zwei verschiedenen Transformatorenstation versorgt. Trotz dieser Vorsichtsmaßnahmen kam es am 25. September 2007 zu einem mehrstündigen Stromausfall, nachdem bei starken Regenfällen ein Kabelkanal überflutet worden war. Da der Strom in den Vormittagsstunden ausfiel, kam es zwar zu Versorgungsengpässen in der Gastronomie, aber nicht zu einer Massenpanik.
Um für genügend Kapazität der Mobilfunknetze zu sorgen, werden jedes Jahr etliche mobile Sendemasten auf dem Wiesngelände und seit 2005 in einem Festzelt aufgestellt.

### Verkehrssituation
Die Münchner Verkehrsgesellschaft befördert nach eigenen Angaben etwa drei Millionen Besucher von und zur Festwiese. Vor allem in den Abendstunden freitags und samstags abends herrscht im U-Bahnhof Theresienwiese (U4/U5) extrem starker Andrang. Die Taktung beträgt in Stoßzeiten drei Minuten und der U-Bahnhof muss nach der Sperrstunde der Bierzelte gelegentlich wegen Überfüllung geschlossen werden. Um den reibungslosen Betrieb und die Sicherheit der Fahrgäste zu gewährleisten, setzen die Münchner Verkehrsgesellschaft und die Deutsche Bahn verstärkt Sicherheitspersonal ein. Bei der Münchner Verkehrsgesellschaft sind für die Zeit der Veranstaltung externe Verkehrsmeister aus Amsterdam, Bochum (Bogestra), Hamburg (Hochbahn), Düsseldorf (Rheinbahn), Nürnberg (VAG), Stuttgart (SSB) und Wien (Wiener Linien) tätig, um die Aufgaben erfüllen zu können.
Im Straßenverkehr kommt es zu größeren Beeinträchtigungen. Da zahlreiche Wiesnbesucher trotz des Alkoholkonsums ihren Heimweg mit dem Auto antreten, werden von der bayerischen Polizei groß angelegte Alkoholkontrollen durchgeführt. Ringstraßen und Autobahnen im Münchner Umland werden dazu bis auf eine Spur gesperrt, wodurch es zu Rückstaus kommt. 2019 wurden 774 alkoholisierte Verkehrsteilnehmer gestoppt, davon waren 414 mit einem E-Scooter unterwegs.
Besonders zum mittleren Wiesn-Wochenende reisen viele Italiener mit Wohnwagen an (dieses Wochenende wird von den Münchnern daher als „Italiener-Wochenende“ bezeichnet). Das veranlasste die Stadtverwaltung dazu, in weiten Teilen der Stadt ein Campingverbot zu verhängen und gesonderte Parkplätze außerhalb der Innenstadt, jedoch im Bereich des öffentlichen Personennahverkehrs einzurichten. Große Flächen stehen zum Beispiel nahe der Allianz Arena zur Verfügung. Trotzdem ist die Parkplatzsituation rund um die Theresienwiese angespannt. Als Folge ist der Aufwand für Kontrollen und Abschleppdienste hoch.
2010 wurden im Rahmen des neuen Sicherheitskonzepts die Taxistände verlegt und befinden sich nun außerhalb der Sperr-Ringe in etwas größerer Entfernung zur Festwiese.

### Abfall und Toiletten
Jährlich fallen auf dem Oktoberfest knapp 1000 Tonnen Restmüll an. Jeden Morgen schafft Reinigungspersonal den Müll weg und spritzt die Wege sauber. Die Reinigung bezahlen zu einem Teil die Stadt München und zum anderen Teil die Sponsoren.
Nachdem 2004 die Warteschlangen vor den Toilettenanlagen so lang wurden, dass die Polizei den Zugang regeln musste, wurde im Folgejahr die Zahl der Toiletten um 20 % erhöht. Jetzt stehen etwa 1800 Klosetts und Urinale zur Verfügung.
Einige Wiesngäste suchen die Toiletten auf, um ungestört zu telefonieren, und nehmen damit die Toilettenplätze unnötig in Beschlag. Aus diesem Grund plante man 2005, Faradaysche Käfige oder Störsender auf den Toiletten zu installieren und dadurch das Telefonieren zu unterbinden. Allerdings sind Störsender in Deutschland nicht zugelassen und die Faradayschen Käfige (in Form von Kupfernetzen) zu teuer. Daher wurden stattdessen lediglich Verbotsschilder aufgestellt.

## Oktoberfestplakate
Seit 1952 gibt es auf Initiative des Kommunalbeamten Heinz Strobl jedes Jahr ein neues Plakat zum Münchner Oktoberfest. Das Referat für Arbeit und Wirtschaft der Stadt ruft diesen Wettbewerb aus. Seit 2000 ist er, vom Stadtrat beschlossen, nur noch ein geschlossener Wettbewerb. Das offizielle Wiesnplakat ist mit dem Wiesnlogo versehen, wird weltweit zum Werbeeinsatz gebracht und ziert seit 1978 den limitierten Sammlerkrug. Die Hühnerbraterei Heinz zeigt in ihrem Oktoberfestzelt nahezu alle über die Jahrzehnte entstandenen Plakate.

## Philatelie

Ballonfahrt über dem Oktoberfest 1820

- Eine Jugendmarke der Deutschen Bundespost aus dem Jahr 1978 zeigt einen Gasballon mit Wilhelmine Reichard über dem 10. Oktoberfest im Jahr 1820.
- Anlässlich des 200-jährigen Jubiläums gab das Finanzministerium am 9. September 2010 eine Sonderbriefmarke à 55 Eurocent heraus. Der Entwurf stammt von Michael Kunter aus Berlin.[132]
- Briefe, die in auf dem Oktoberfest aufgestellte Briefkästen der Deutschen Post AG aufgegeben werden, versieht die Post mit einem Sonderstempel.[133]

## Sonstiges

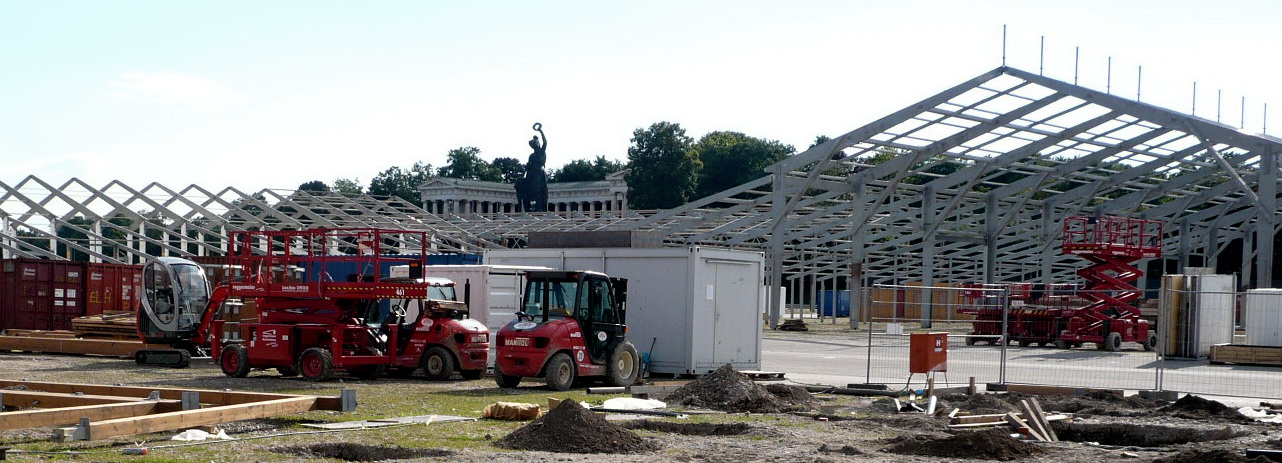
Aufbau der Festzelte

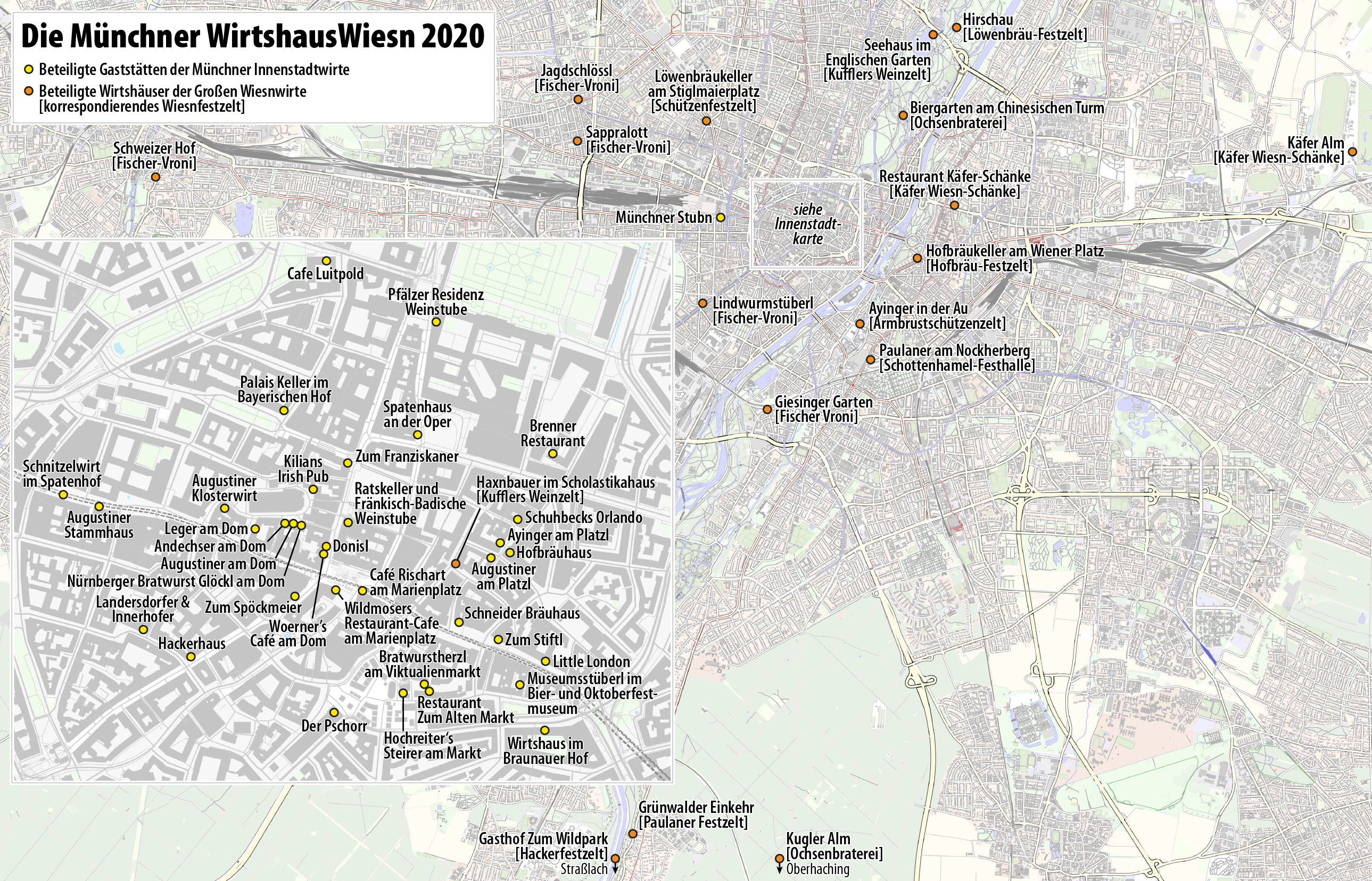
Standorte der WirtshausWiesn 2020

- 1832 wurde das Oktoberfest für eine griechische Delegation eigens verschoben, die ein ähnliches Fest in Athen plante. Es sollte sich um ein Sportfest und eine landwirtschaftliche Ausstellung handeln, die dann auch in Griechenland als Olympien stattfand. Daraus gingen im Jahr 1896 die modernen Olympischen Spiele hervor.
- Von Albert Einstein wird erzählt, er habe 1896[134] (nach anderer Quelle 1886[135]) beim Aufbau der Wiesn in der familieneigenen Elektrofirma „Elektrotechnische Fabrik J. Einstein & Cie“ geholfen und im Schottenhamel-Festzelt Glühlampen eingeschraubt. Belege dafür wurden trotz intensiver Recherche nicht gefunden.
- Es gab zwei nennenswerte Brände: Am 27. September 1887 brannten die Pfälzische Weinbude sowie 18 Zelte und Stände wegen einer umgekippten Petroleumlampe; Wirt Julius Frey kam ums Leben.[136][137] Am 4. Oktober 2002 kam es im Zelt vom Glöckle Wirt zu einem Großbrand, dabei wurde das Zelt zerstört.[138]

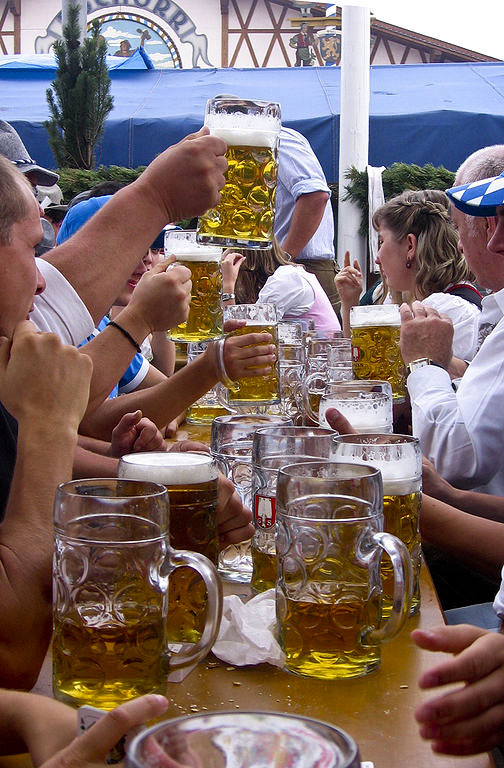
Gäste auf dem Oktoberfest mit Maßkrügen (2006)

- Geübte Schankkellner benötigen zum Befüllen eines Maßkrugs im Schnitt nur eineinhalb Sekunden.[133]
- Eine Attraktion, die es auf anderen Volksfesten nicht gibt, ist der Flohzirkus. Er ist seit 1948 auf der Wiesn und eine „Mannschaft“ von etwa 60 Flöhen unterhält vor allem die Kinder.[133]
- Seit 2009 wird die Theresienwiese während des Auf- und Abbaus des Festes abgesperrt. Die Stadt München will damit Haftungsansprüchen aus dem Weg gehen für den Fall, dass Besucher an der Baustelle verunglücken.
- Vom Luftballonverkäufer bis zur Achterbahn schwanken die Versicherungssummen der Unternehmer von wenigen zehntausend Euro bis zehn Millionen Euro.[139]
- Seit dem 31. August 2021 ist der Begriff „Oktoberfest“ vom Amt der Europäischen Union für geistiges Eigentum (EUIPO) als Marke geschützt.[140]
- Der Münchner Stadtrat wählt alle sechs Jahre (nach den Kommunalwahlen) eine Person aus seinen Reihen als „Wiesn-Stadtrat“, die unter anderem für die Überwachung neuer Richtlinien zuständig ist.[141] 2020 wurde erstmals eine Frau und Grünen-Politikerin gewählt.[142] Sie veranlasste, dass „rassistisch-sexistische“ Bilder an Wiesn-Geschäften (Schwarze als Spanner und Oben-ohne-Frauen) übermalt wurden.[143][144]

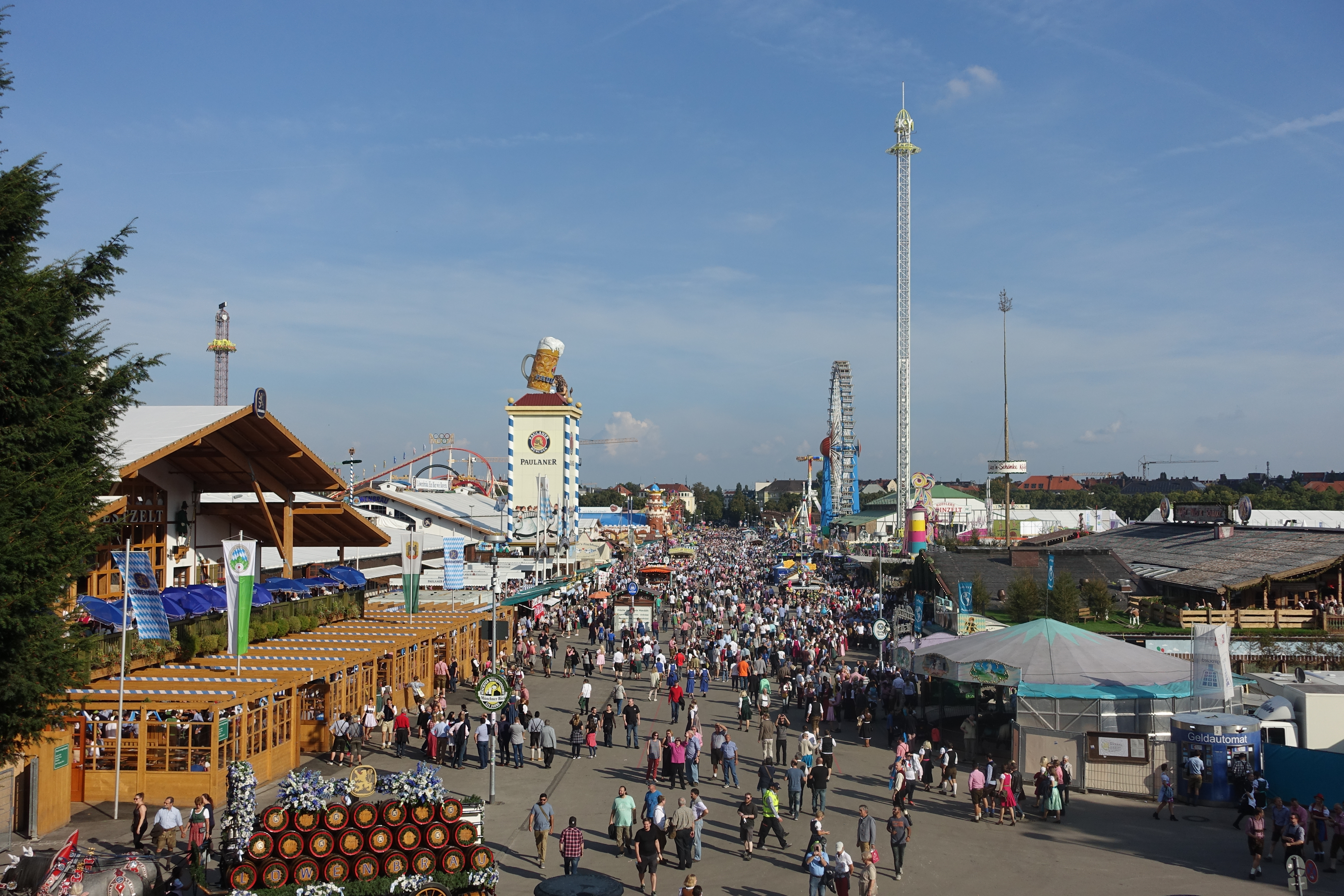
Oktoberfest 2016
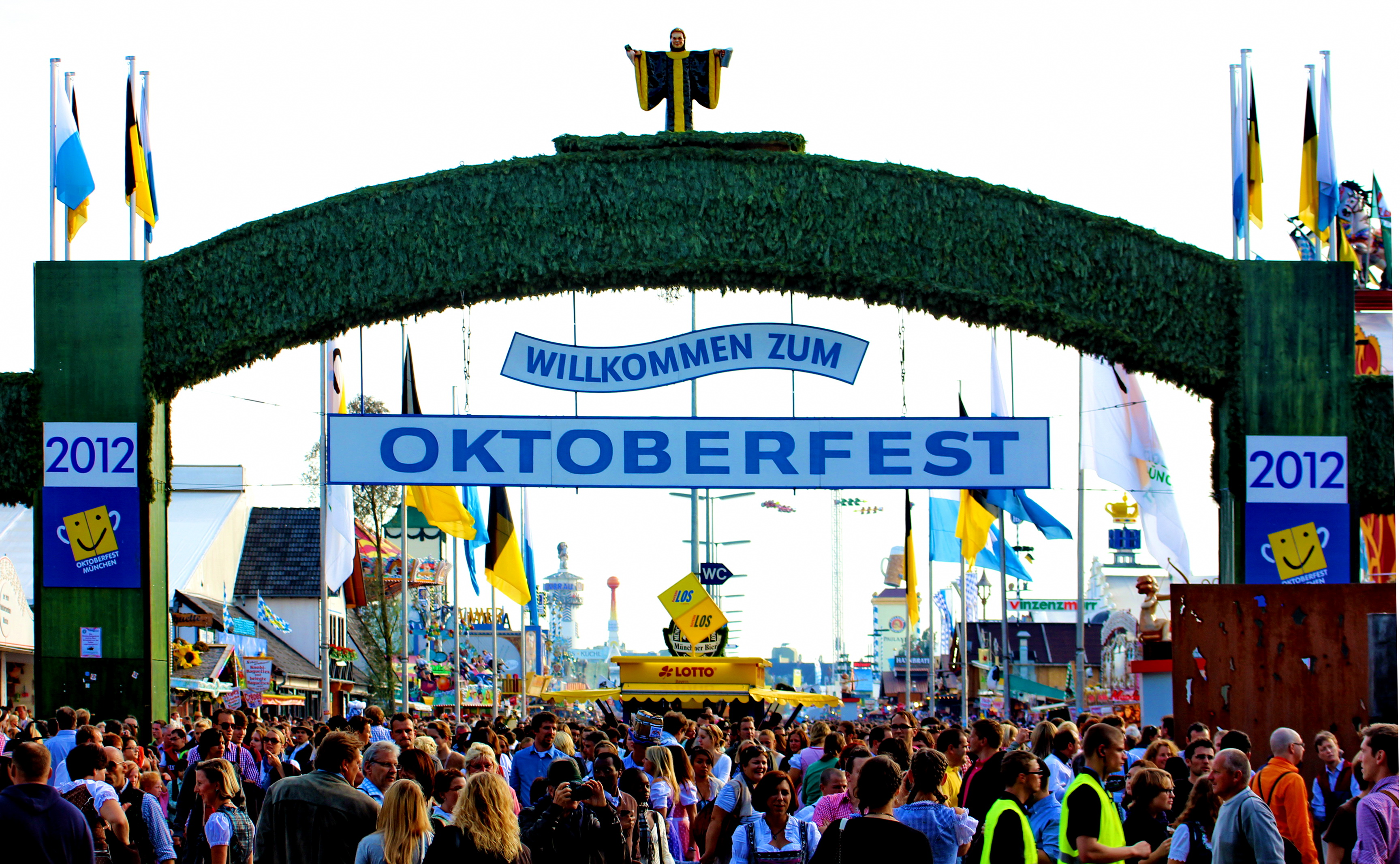
Haupteingang zur Wirtsbudenstraße
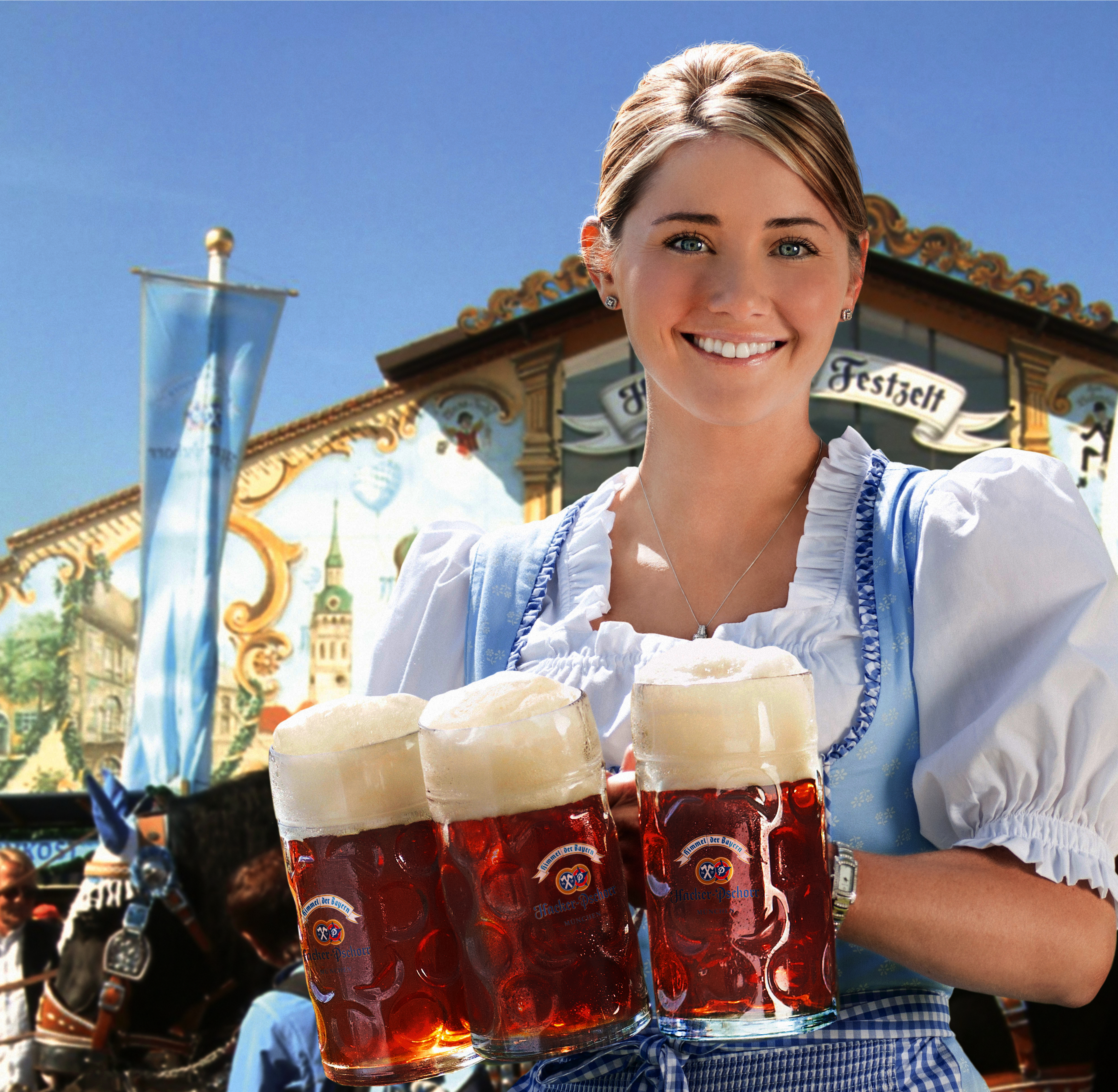
Eine Kellnerin mit drei Maß Bier. Sie trägt ein bayerisches Dirndl.
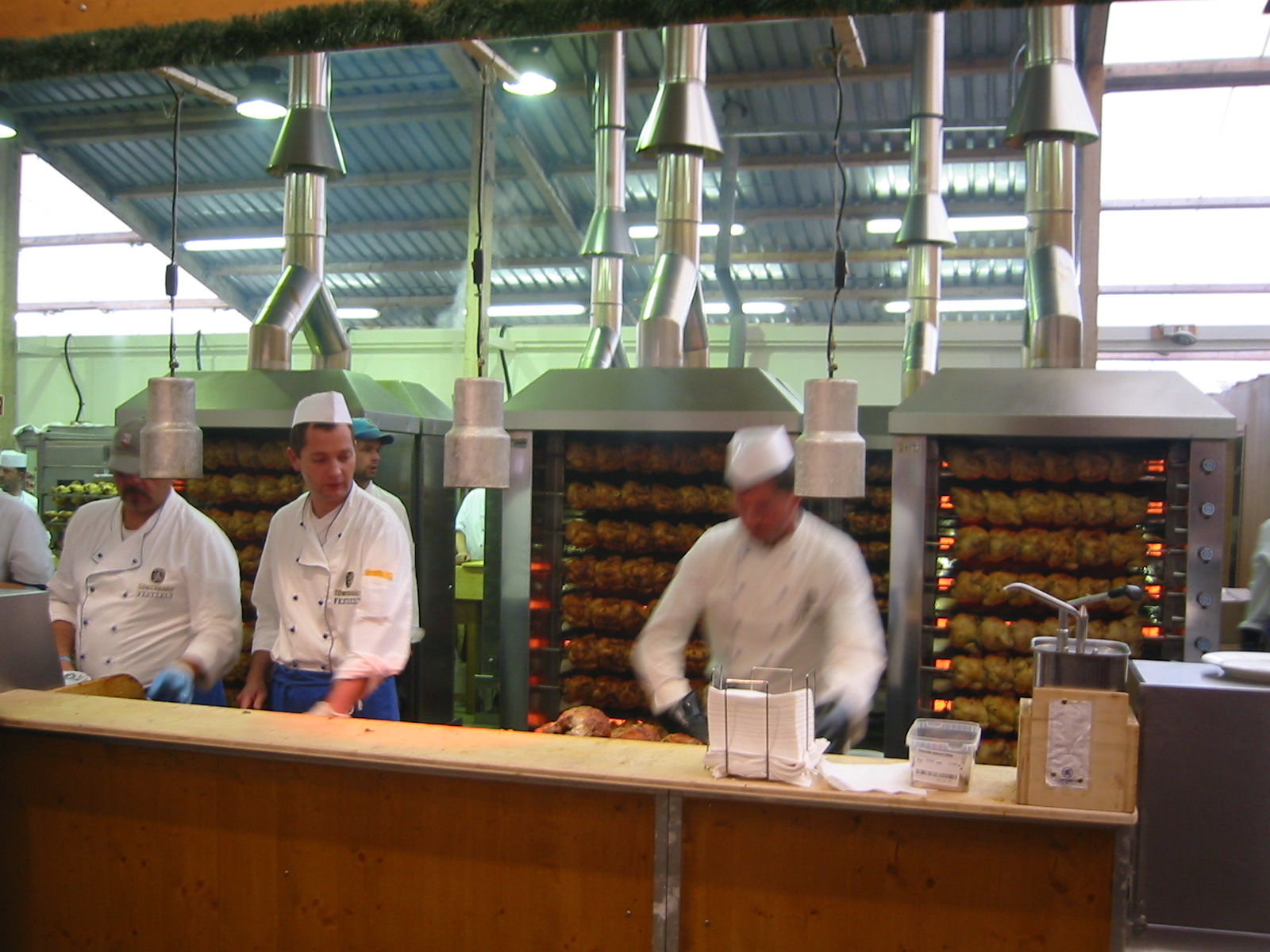
Hendlbraterei

## Andere Oktoberfeste
Nach dem Vorbild des Münchner Oktoberfestes entstanden ähnliche Volksfeste. Zu den größten zählen das Oktoberfest in Qingdao (China) mit rund drei Mio. Besuchern jährlich, das Oktoberfest in Kitchener in Kanada mit rund 700.000 Besuchern jährlich und das Oktoberfest Blumenau in Blumenau in Brasilien mit rund 600.000 Besuchern jährlich. Auch in den USA, Australien, Russland, Namibia und Japan wird nach deutschem Vorbild gefeiert. Beim Oktoberfest Zinzinnati gedenken die Einwohner von Cincinnati seit 1976 alljährlich ihrer deutschen Vorfahren und nannten das Fest in Anlehnung an die deutsche Aussprache so. Es ist mit über 500.000 Besuchern jährlich das größte Oktoberfest in den USA.
In Deutschland gibt es diverse regionale Varianten des Oktoberfestes. Das größte ist das Oktoberfest Hannover, das mit jährlich rund 500.000 Besuchern das zweitgrößte Oktoberfest in Deutschland darstellt.
Vom 23. September bis 2. Oktober 2011 wurde die erste „Wiener Wiesn“ auf der Kaiserwiese zwischen Praterstern und Riesenrad vor dem Wiener Prater mit drei Festzelten von 150.000 Menschen besucht.
Das Cannstatter Volksfest mit rund vier Millionen Besuchern hat eine ähnlich lange Geschichte.